# Trận Austerlitz
Trận Austerlitz (còn gọi là Trận Ba Hoàng đế hay Trận Tam Hoàng), là một trong những trận đánh quan trọng và có tính chất quyết định trong chiến tranh Napoléon. Trận đánh xảy ra ngày 2 tháng 12 năm 1805 gần thị trấn Austerlitz (Slavkov u Brna, Cộng hòa Séc), tại đây đại quân Pháp do hoàng đế Napoléon I chỉ huy đánh bại một đội quân đông hơn của Nga-Áo do Nga hoàng Aleksandr I và hoàng đế Áo-La Mã Thần Thánh Franz II chỉ huy. Thảm bại Austerlitz của liên minh Nga-Áo đã khiến Áo phải ký hòa ước Pressburg với Pháp cuối năm 1805, đưa đến sự sụp đổ nhanh chóng của Liên minh thứ ba. Trận Austerlitz thường được ca ngợi là tuyệt tác quân sự của Napoléon, sánh ngang với các trận đánh kinh điển như Gaugamela, Cannae hay Leuthen.
Sau khi hợp vây tiêu diệt một lực lượng lớn Áo trong chuỗi trận Ulm, quân đội Pháp chiếm Viên tháng 11 năm 1805. Người Áo đành tránh đụng độ với Pháp, chờ quân đội Nga đến tiếp sức. Napoléon tiếp tục truy đuổi quân Nga lên hướng bắc, nhưng tới khi Nga-Áo hội binh, hoàng đế Pháp quyết định nhử liên quân vào một trận đánh quyết định nhằm sớm chấm dứt cuộc chiến. Ông bất ngờ ra lệnh rút hết quân khỏi cao điểm có tính chiến lược Pratzen gần Austerlitz và cố ý trải mỏng cánh phải quân Pháp. Nga hoàng Aleksandr I đắc chí, liền sai các tướng dồn lực tiêu diệt quân cánh phải của địch. Ngày 2 tháng 12, quân liên minh chia làm 4 cột dọc đánh ập vào cánh phải Pháp. Quân Pháp lùi dần, đến khi quân đoàn III của thống chế Davout tới tăng viện từ Viên, quân Pháp mới có thể hãm lại đà tấn công của liên quân. Do dồn sức đánh diệt cánh phải Pháp, quân liên minh tự làm yếu trung tâm của mình trên cao điểm Pratzen. Thống chế Pháp Soult đem quân đoàn IV lên chiếm Pratzen, cắt đôi đội hình địch và phá tan cả hai cánh sườn địch. Quân liên minh đại bại và tháo chạy hỗn loạn, quân Pháp bắt sống thêm hàng nghìn tù binh.
Thất bại này đã làm mất niềm tin của hoàng đế Franz vào Liên minh thứ ba. Ngày 26 tháng 12, Áo ký hòa ước Pressburg với Pháp, chịu xóa tên khỏi liên minh chống Pháp, đồng thời củng cố các hiệp ước Campo Formio và Lunéville trước đó. Áo còn nhượng một số vùng đất ở Ý, Đức và giao nộp 40 triệu franc chiến phí cho Pháp. Quân đội Nga được phép rút lui về nước. Chiến thắng Austerlitz cũng kéo theo việc thành lập Liên bang Rhein gồm các nước chư hầu Đức của Napoléon, đóng vai trò là tấm đệm giữa Pháp và Trung Âu. Sự ra đời của liên bang khiến đế quốc La-Đức không còn giá trị; nó phải sụp đổ năm 1806 khi hoàng đế Franz II thoái vị, chỉ giữ lại ngôi hoàng đế Áo quốc (Franz I). Dù vậy, nền hòa bình không kéo dài khi mà nước Phổ nhanh chóng tham chiến trong Liên minh thứ tư vào năm 1806.

## Bối cảnh

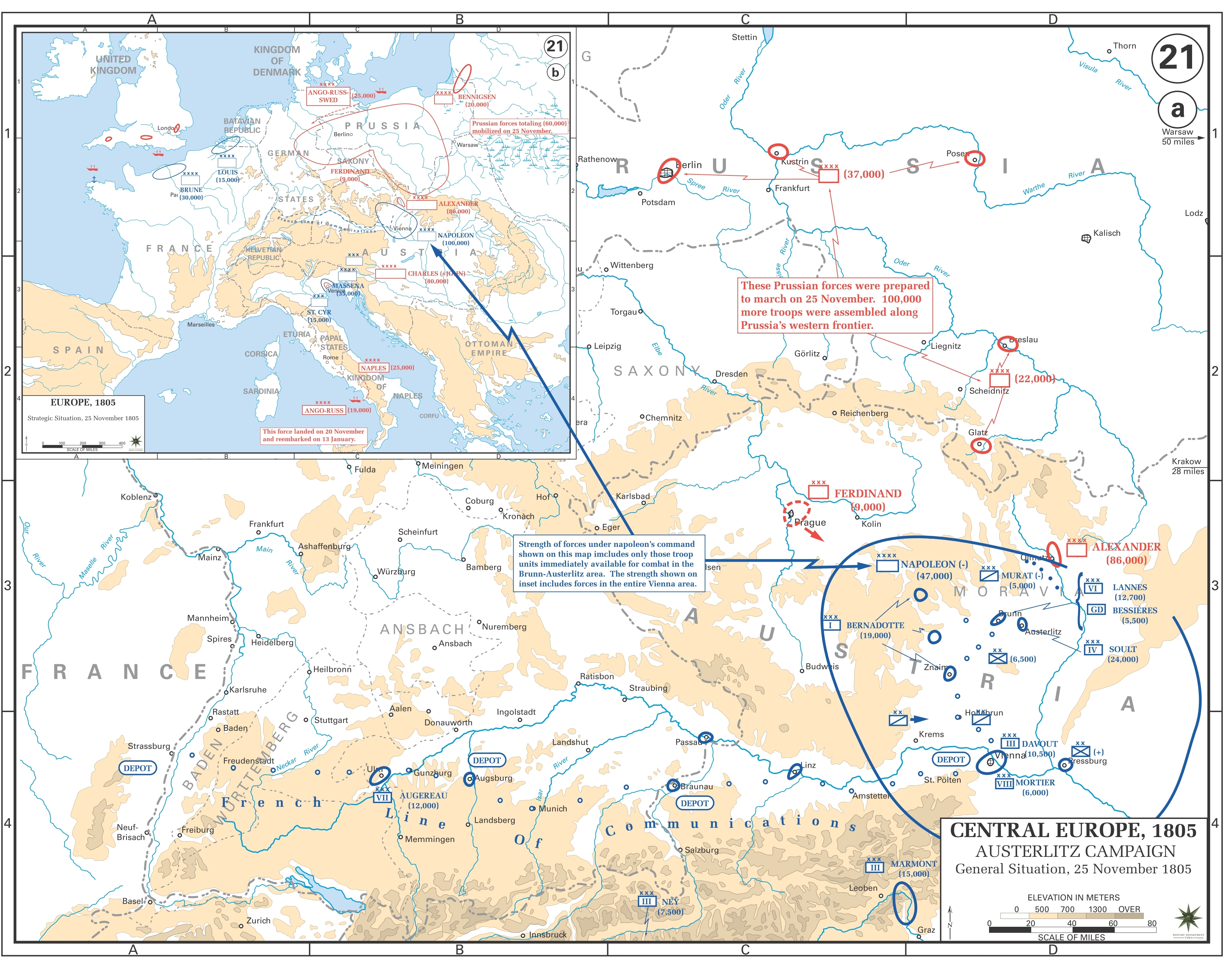
Tình hình chiến sự ở Austerlitz năm 1805.

Châu Âu hỗn loạn triền miên từ khi chiến tranh Cách mạng Pháp bùng nổ năm 1792. Năm 1797, sau 5 năm chiến đấu sau (1797), Cộng hòa Pháp non trẻ đã đánh bại Liên minh thứ nhất gồm Anh, Phổ, Áo, Tây Ban Nha và một số nước ở Ý. Ít lâu sau, các nước Nga, Anh, Áo lại lập Liên minh thứ hai, sau có thêm Thổ Nhĩ Kỳ, Napoli và Bồ Đào Nha. Năm 1801, Liên minh thứ hai thua trận tan rã. Từ đây Anh trở thành đối thủ duy nhất của nhà nước Pháp cách mạng.
Năm 1799, đảo chính ở Pháp đưa tướng Napoléon Bonaparte lên làm Đệ nhất Tổng tài. Trong tháng 3 năm 1802, Pháp và Anh đồng ý chấm dứt chiến tranh theo Hiệp ước Amiens. Lần đầu tiên trong mười năm, toàn bộ châu Âu trở lại hòa bình. Tuy nhiên, nhiều vấn đề đã nảy sinh giữa hai bên, khiến việc tuân thủ đúng theo hiệp ước ngày càng trở nên khó khăn. Chính phủ Anh giận Pháp lấy lại nhiều thuộc địa mà Anh đã chinh phục từ năm 1793 trở đi. Napoléon thì bất mãn việc quân đội Anh đóng lì ở đảo Malta. Căng thẳng càng tồi tệ khi Napoléon gửi một lực lượng viễn chinh dập tắt cách mạng Haiti. Tháng 5 năm 1803, Anh tuyên chiến với Pháp.

### Liên minh thứ ba
Tháng 12 năm 1804, một thỏa thuận Anh-Thụy Điển đã dẫn đến việc thành lập Liên minh thứ ba. Thủ tướng Anh William Pitt Trẻ đã dành hai năm 1804 và 1805 cho một loạt các hoạt động ngoại giao hướng tới việc hình thành liên minh mới chống lại Pháp, và tới tháng 4 năm 1805, Anh và Nga đã trở thành đồng minh. Đế quốc Áo trước đó đã bị Pháp đánh bại hai lần, làm lung lay địa vị bá chủ của họ ở Đức và Trung Âu, nên Hoàng đế Franz II đồng ý gia nhập liên minh sau đó vài tháng. Vốn vào ngày 28 tháng 5 năm 1804, Napoléon Bonaparte đã tự tôn làm Hoàng đế nước Pháp (đế hiệu là Napoléon I), và làm lễ đăng ngôi vào ngày 2 tháng 12 năm ấy, thiết lập nền quân chủ tư sản. Sự kiện này đã khiến cho Nga và Áo lo sợ để khẩn thiết liên minh với nhau. Franz I càng thêm lo sợ Napoléon I sẽ cướp mất ngôi Hoàng đế Đức. Bản thân Napoléon I đã nhận thức rằng ông sẽ phải chiến đấu liên tục với các nước phong kiến châu Âu, và ông còn giáng thêm một đòn nữa vào nước Áo khi ông xưng làm vua nước Ý. Trong các liệt cường Âu châu, chỉ có riêng nước Phổ là còn không biết có tham gia hay không. Nhưng, dầu sao đi chăng nữa, Napoléon I đã thực sự bị cô lập.

### Đại quân(La Grande Armée)
Trước khi Liên minh thứ ba được thành lập, Hoàng đế Napoléon I đã tập hợp một lực lượng quân đội được gọi là Đội quân nước Anh, gồm sáu trại lính ở Boulogne thuộc miền bắc Pháp. Ông định dùng lực lượng quân chinh phạt này để tiến đánh Anh Quốc, và quá tự tin vào chiến thắng đến mức chuẩn bị sẵn cả huân chương để ăn mừng. Mặc dù đội quân này không bao giờ đặt chân lên đất Anh nhưng họ được huấn luyện rất cẩn thận và tiêu tốn nhiều tiền bạc, để sẵn sàng cho các chiến dịch quân sự khác. Sự buồn chán đôi khi xuất hiện trong hàng ngũ, nhưng Napoléon đã tới thăm họ nhiều lần và tổ chức nhiều cuộc duyệt binh để nâng cao sĩ khí.
Những binh sĩ ở Boulogne đã trở thành hạt nhân của một đội quân mà Napoléon gọi là La Grande Armée (tạm dịch là "Đội quân vĩ đại" hay "Đại quân"). Đoàn quân sẽ trở nên rạng danh sử xanh, như một công cụ giúp cho Napoléon I sẵn sàng chiến đấu chống lại mọi liên minh của các quốc gia phong kiến. Lúc đầu, quân Pháp có 20 vạn quân sĩ chia thành bảy quân đoàn. Mỗi quân đoàn là một đơn vị chiến đấu trên chiến trường lớn, có từ 26 đến 40 súng đại bác và có khả năng chiến đấu độc lập cho tới khi các quân đoàn khác tới giải cứu. Một quân đoàn đơn lẻ nếu được đặt vào vị trí phòng thủ vững chắc có thể trụ lại được ít nhất là một ngày mà không có sự hỗ trợ nào, điếu này khiến Đội quân vĩ đại có rất nhiều lựa chọn về mặt chiến thuật và chiến lược trong mọi chiến dịch. Hoàng đế Pháp cũng tấn phong những công thần như Louis Nicolas Davout, Michel Ney, Jean Lannes,... làm Thống chế Đế quốc (Maréchal d'Empire). Ngoài lực lượng trên thì ông cũng xây dựng lực lượng Kỵ binh dự bị gồm 22.000 quân, chia làm hai đơn vị Thiết Kỵ binh, bốn đơn vị Long Kỵ binh, một đơn vị Kỵ binh đánh bộ và một đơn vị Khinh Kỵ binh, được yểm trợ bởi 24 khẩu pháo. Tới năm 1805 thì Đại quân đã có tổng cộng 350.000 binh sĩ đều được trang bị và huấn luyện tốt, cũng như là được chỉ huy bởi các sĩ quan tài giỏi.

### Lực lượng Nga-Áo
Quân đội Nga vào năm 1805 có nhiều nét của Quân đội Pháp trong chế độ cũ (Ancien Régime). Họ không có tổ chức cao hơn mức Trung đoàn, các sĩ quan cấp cao thường là từ giới quý tộc và chức tước được mua bán thay vì dựa vào tài năng. Những người lính Nga thì hay bị đánh đập và trừng phạt để tuân lệnh, theo kiểu thế kỷ 18. Ngoài ra thì giới Sĩ quan là thành phần yếu kém nhất của Quân đội Nga, xung khắc với các gia đình quân sự anh dũng trong tiểu thuyết Chiến tranh và Hòa bình của đại văn hào Lev Tolstoy. Tuy những võ tướng như Bagration, Miloradovitch và Dokhturov đều tài giỏi và được huấn luyện tốt, nhiều Sĩ quan cấp thấp của Nga lại được huấn luyện kém cỏi và gặp khó khăn trong việc chỉ đạo binh sĩ của mình thực hiện những chiến thuật phức tạp trên chiến trường. Bù lại, các chiến binh Nga lại là những chiến binh chiến đấu rất dũng cảm và quân Nga còn có đội Pháo binh hùng hậu với số lượng đại pháo dồi dào và được điều khiển bởi các binh sĩ thường xuyên chiến đấu ngoan cường để ngăn pháo của mình lọt vào tay quân địch.

Hệ thống hậu cần của quân Nga chủ yếu dựa vào địa phương và các đồng minh Áo, với 70% quân nhu của Nga được cung cấp bởi Áo. Phải tiến hành tiếp vận quá dàn trải mà không có một hệ thống hậu cần vững chắc và được tổ chức tốt, quân Nga gặp khó khăn trong việc duy trì sức khỏe và sự tập trung trong chiến đấu. Dù vậy, trước trận Austerlitz, nước Nga vẫn luôn tin chắc rằng đoàn quân của mình là bất khả chiến bại.
Đối với người Áo, đại Công tước Karl - em trai của Hoàng đế Áo Franz II (đồng thời là hoàng đế La Mã Thần Thánh), đã bắt đầu công cuộc cải cách lực lượng Quân đội Áo từ năm 1801 với việc loại bỏ tầm ảnh hưởng của Hội đồng Hofkriegsrat trong quân đội. Karl, Quận công xứ Teschen, là vị tướng tài giỏi nhất của nước Áo, nhưng ông đã bị thất sủng sau khi lời khuyên của ông rằng đừng tuyên chiến với Pháp không được chấp nhận. Những người chống đối ông bắt đầu ra tay kể từ khi Thủ tướng Anh Pitt, do không hài lòng với lời khuyên của ông, đã hối lộ cho Triều đình Viên. Karl Mack trở thành chỉ huy mới của quân Áo và đã tiến hành thay đổi cơ cấu lực lượng Bộ binh ngay trước chiến tranh. Một trung đoàn giờ đây bao gồm 4 tiểu đoàn, một tiểu đoàn có 4 trung đội, thay vì cách sắp xếp cũ là một trung đoàn gồm 3 tiểu đoàn, một tiểu đoàn gồm 6 trung đội. Sự thay đổi này diễn ra mà không có việc huấn luyện cho các sĩ quan để thích ứng, dẫn đến sự khó khăn trong chỉ huy. Lực lượng Kỵ binh Áo chiếm ưu thế áp đảo Kỵ binh Pháp trong những trận đánh ban đầu cuộc Chiến tranh Cách mạng Pháp, và cho đến năm 1801 thì họ vẫn tin rằng mình là quân Kỵ binh tinh nhuệ nhất của cả châu Âu. Nhưng việc bị tách ra xếp chung với các đơn vị bộ binh đã làm giảm sự hiệu quả của họ trong việc đối đầu với Kỵ binh Pháp có số lượng lớn hơn. Song, khi sự hợp tác tệ hại đến thế thì những người lính Thiết Kỵ Binh, Long Kỵ Binh, Thương Kỵ Binh vẫn chiến đấu dũng mãnh.

## Chiến lược của Napoléon

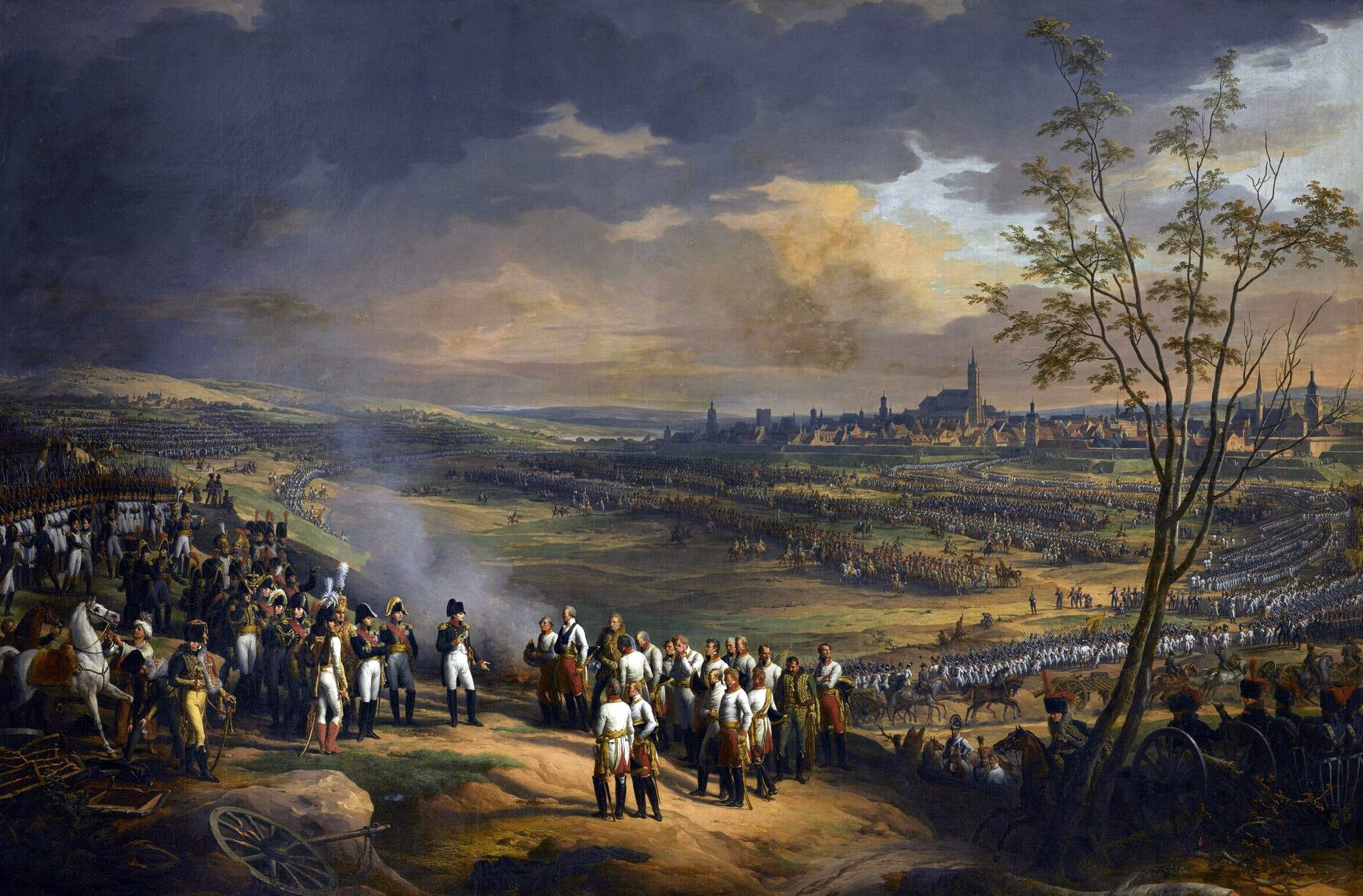
Napoléon tiếp nhận quân Áo đầu hàng ở Ulm.

Tháng 8 năm 1805, Napoléon đưa quân từ Eo biển Anh đến sông Rhein đánh Áo. Vào ngày 25 tháng 9, sau một cuộc hành quân bí mật và đầy háo hức, 20 vạn quân tinh nhuệ Pháp vượt sông Rhine trên một vùng rộng 260 km (160 dặm). Đây được xem là một trong những đợt chuyển binh quy mô lớn nhất trong lịch sử nhân loại. Vào tháng 9 năm 1805, 8 Binh đoàn Pháp đã thọc sâu vào miền Nam Đức, xuyên suốt chặn đường từ xứ Hannover cho tới Rừng Đen. Tướng Mack của Áo lúc này đang đóng tại Ulm, thuộc Schwaben (nay là miền Nam nước Đức). Napoléon I cho đại quân tiến về phía bắc, bọc hậu quân Áo và bắt giữ tướng Mack với cùng 23 nghìn quân Áo vào ngày 20 tháng 10 năm ấy, nâng tổng số tù binh Áo trong chiến dịch của ông lên tới 6 vạn binh sĩ. Tuy vậy, vinh quang từ chiến thắng này đã bị mờ nhạt đi đôi chút bởi thất bại bi đát của liên quân Pháp - Tây Ban Nha trong trận thủy chiến Trafalgar - do Hải quân Hoàng gia Anh, đã khiến cho các quốc gia chống Pháp trở nên mừng rỡ. Tuy vậy, Phó Đô đốc Hải quân Anh là Horatio Nelson, Tử tước Nelson thứ nhất cũng đã hy sinh trong trận hải chiến này. Với đại thắng trong trận thủy chiến Trafalgar, nước Anh đã nắm trọn quyền làm chủ trên biển. Tuy nhiên, quân Pháp tiếp tục thành công trên đất liền khi kinh đô Viên thất thủ vào tháng 11. Người Pháp có thêm 10 vạn súng, 500 đại bác, và những cây cầu bắc qua sông Danube còn nguyên vẹn. Chiến thắng lớn của quân Pháp trên bộ đã khiến cho Vua Friedrich Wilhelm III nước Phổ không thể làm đúng theo lời hứa của ông hồi đầu tháng 11, là phái 14 vạn quân đến hợp nhất với quân Áo và quân Nga trong vòng bốn tuần để chống nhau với quân Pháp.
Trong cùng lúc đó, quân Nga do tướng Mikhail Illarionovich Kutuzov vừa đến Hungary thì nghe tin về Mack đầu hàng Napoléon nên đã không thể kịp cứu viện số quân Áo còn lại. Vốn là một chỉ huy thận trọng, Kutuzov từ bỏ việc giải cứu Viên bằng mọi giá, thay vào đó ông chủ trương rút lui để dụ quân Pháp vào sâu hơn nữa và sau đó sẽ đánh tan kẻ địch trong hậu phương - nơi người liên quân Nga-Áo có lợi thế hậu cần còn quân Pháp thì không. dẫn quân Nga rút về phía đông bắc để chờ thêm viện binh và kết hợp với các đơn vị quân Áo còn chưa bị tiêu diệt. 
Lúc này, Hoàng đế Napoléon phát hiện ra rằng mình đang đứng ở vị trí bất lợi: trong khi Quân đội Nga thì còn nguyên vẹn, nước Phổ nằm gần đó hiện giờ vẫn chưa can thiệp nhưng có thể cũng sẽ tấn công quân Pháp, do Phổ đang dần dần trở nên bất bình trước sự bá quyền của Pháp. Vốn trên đường đi đánh thành Viên, Napoléon I đã xâm phạm những lãnh thổ thuộc quyền kiểm soát của Vương triều Phổ. Vả lại, liên quân Nga-Áo giờ đây đã hợp nhất. Một khó khăn nữa là các tuyến cung ứng của quân Pháp trở nên ngày càng kéo dài, buộc Napoléon phải dàn trải lực lượng để duy trì. Đội quân Áo của Đại Quận công Karl vốn đang chinh chiến chống Pháp ở Ý thì đang trên đường về từ xứ Venezia.. 
Hoàng đế Napoléon I hiểu rằng ở tình huống này thì chỉ có một cách duy nhất để không lãng phí chiến thắng ở Ulm: đó là buộc liên quân phải giao chiến, và đánh bại họ. Ông nhất quyết phải ra tay trước và làm nên thêm một trận thắng lớn nữa như trận Ulm. Vì vậy, Hoàng đế Pháp muốn sớm hạ nốt quân Nga để nhanh chóng kết thúc chiến dịch trước khi mùa đông đến sai tướng Joachim Murat đã dẫn 40.000 quân truy kích gắt gao quân đội của Kutuzov. Nhận ra điều đó, Kutuzov lệnh cho tướng Pytro Ivanovich Bagration chỉ huy 600 quân kìm chân người Pháp tại Viên và chỉ thị cho quân đội chấp nhận đề nghị đình chiến với Murat nhằm kéo dài thời gian, tạo cơ hội cho toàn quân tiếp tục rút lui.  Hoàng đế Napoléon đã nhận thấy sai lầm của Murat và hạ lệnh cho quân Pháp tiếp tục truy kích.

Vào ngày 9 tháng 9, sau khi đến được Olmutz (ngày nay thuộc Cộng hòa Czech), Kutuzov hội quân với liên quân chủ lực hoàng gia do hai Hoàng đế, Sa Hoàng Nga Aleksandr I và Hoàng đế Áo Franz II, trực tiếp thống lĩnh. 
Trong quá trình bàn bạc đối sách chống quân Pháp, Kutuzov phê phán việc giới tướng lĩnh Áo cố dồn mọi trách nhiệm chiến tranh cho quân Nga đồng thời thúc giục hoàng đế Áo cung ứng gấp quân nhu, quân giới và đạn dược. Trước sự đốc thúc của Kutuzov, triều đình Áo đã hứa sẽ tích cực hơn trong việc chia sẻ gánh nặng. Một bất đồng khác là phần kế hoạch tác chiến. Kutuzov cho rằng "kế hoạch của người Áo rất giáo điều", không tính đến các hoạt động khác của quân Pháp. Theo kế hoạch của Kutuzov, điểm dừng chân kế tiếp sẽ là Carpath và ông nói: "tại xứ Galicia, tôi sẽ chôn xương quân Pháp." Ngoài ra, Bagration đã đạt được thắng lợi lớn cho kế hoạch kìm chân quân Pháp của Murat trong trận chiến ác liệt ở Schöngrabern. Nhưng Nga hoàng Aleksandr I lại giận dữ trước kế hoạch của Kutuzov: "Vậy rốt cuộc là ông yêu cầu chiến đấu ở đâu đây, hả Kutuzov ?". Thậm chí, tướng Kutuzov còn muốn đợi cho đến khi Liên minh đã lôi kéo được người Phổ tham gia chiến tranh để đảm bảo đánh chắc thắng: "Thế nào đi nữa chúng ta sẽ có thể hội quân với người Phổ, chúng ta càng thêm thắng thế Napoléon". Ông cũng nói:
| “                    | Chúng ta càng nhử Napoléon vào bẫy thì càng làm cho hắn yếu đi, càng làm tăng thêm khoảng cách giữa hắn và đám quân dự bị của hắn. | ” |
| — Mikhail I. Kutuzov | |   |

Ông cũng đề xuất kế hoạch của mình với tư tưởng chính là "phòng thủ chặt chẽ, phản công quyết đoán" tuy nhiên tất cả những đề xuất của Kutuzov đều bị bác bỏ.
Bởi lẽ, vị Sa hoàng 27 tuổi khát khao một chiến thắng khải hoàn trên chiến trường, còn Franz I, vốn đang ngự tại Olmütz, cũng muốn đánh đuổi quân xâm lược và trở về Viên. Kutuzov hiểu rõ rằng thái độ hung hăng của chỉ huy liên quân, cùng sự tự cao tự đại của họ kể từ khi đội Cận vệ Đế quốc Nga kéo tới mới đây sẽ tạo điều kiện cho Dolgoruki thắng thế. Napoléon I cũng không để yên, ông quyết định đặt bẫy để dụ Liên quân, cố tình cho Liên quân Nga - Áo thấy rằng quân đội của ông đang trong tình thế hiểm nghèo và đề nghị giảng hòa. Chỉ có khoảng 53 nghìn quân Pháp - bao gồm các Binh đoàn của Soult, Lannes và Murat - sẽ chiếm lĩnh Austerlitz và con đường Olmütz, để nghi binh. Như vậy, với quân số đông đảo hơn hẳn (khoảng 89.000 lính), liên quân Nga-Áo rất có thể sẽ tấn công quân Pháp. Tuy nhiên, liên quân không hề biết rằng các đội viện binh của Bernadotte, Mortier và Davout vốn đã trên đường hành quân, và qua những cuộc hành quân thần tốc lần lượt từ Iglau và thành Viên họ dễ dàng tập kết với đại quân Pháp, khi ấy quân Pháp sẽ có đến 75.000 người, làm giảm nhẹ đáng kể yếu thế của nước Pháp về quân số.
Để đánh lạc hướng, Napoléon I không "ra tay trước" bằng việc tập hợp một đoàn binh thật đông đảo và hùng hậu để mà đánh lại liên quân. Trong khi ấy, dường như liên quân có vẻ nghi ngại trước các dấu hiệu "may mắn" bất ngờ này và ông quyết định tiếp tục nhử mồi. Vào ngày 25 tháng 11 năm 1805, ông cử tướng Savary đến đại bản doanh của quân Liên minh tại vùng Olmütz để bí mật xem xét tình hình toàn liên quân, đồng thời còn trình lên các lãnh đạo của liên quân một thông điệp của Napoléon I, mà theo đó vị Hoàng đế không muốn giao chiến. Đúng như dự đoán, liên quân chủ quan cho rằng đây là dấu hiệu của sự yếu thế của quân Pháp. Khi Hoàng đế Franz II khuyến khích ngừng bắn vào ngày 27 tháng 11 năm 1805, Napoléon tỏ ra hân hoan đón nhận lệnh hưu chiến. Cùng ngày hôm ấy, Hoàng đế nước Pháp huấn dụ cho Soult từ bỏ cả Austerlitz và cao điểm Pratzen và đồng thời giả vờ bối rối trước tình cảnh quân Pháp rút lui hỗn loạn, tạo điều kiện cho quân Liên minh chiếm lĩnh cao điểm. Có sách kể rằng cuộc giao chiến đầu tiên giữa hai bên xảy ra trong ngày hôm ấy, với kết thúc là chiến bại của đội tiền vệ Pháp, khiến quân Liên minh càng thêm chủ quan. Trong ngày hôm sau (28 tháng 11), Napoléon cũng đề nghị sắp xếp một buổi tiếp kiến Nga hoàng Aleksandr I và tiếp đón một chuyến thăm của Bá tước Dolgorouki. Cuộc gặp gỡ này là một bước tiến kế tiếp của kế hoạch của Napoléon: một mặt ông cố tình ra ngoài doanh trại đón tiếp Dolgorouki (để ông ta không có cơ hội xem xét tình hình quân Pháp), mặt khác Hoàng đế Pháp đã khôn khéo thể hiện tất cả mọi dấu hiệu của một tâm trạng lo âu, bất an khi nói chuyện với các kẻ thù của mình. Dolgorouki thậm chí còn tỏ ra hung hăng khi yết kiến Hoàng đế nước Pháp, và hai người có buổi đàm luận bí mật nên chẳng ai nghe nỗi những câu nói "xấc xược" của Dolgorouki.
Khi trở về Dolgorouki trình tấu tất cả những nỗi niềm ấy cho Nga hoàng nhằm thể hiện một minh chứng nữa cho sự yếu kém của quân Pháp. Kế hoạch của người Pháp đã thành công, liên quân Nga-Áo đã cắn câu. Nhiều sĩ quan Liên quân, bao gồm các sủng thần của Nga hoàng Aleksandr I và Tham mưu trưởng quân đội Áo là Franz von Weyrother, nhiệt liệt ủng hộ việc tấn công quân Pháp và Aleksandr I đã nghe theo ý kiến của họ. Kế hoạch của Kutuzov bị bác bỏ. Do thái độ nóng vội của Aleksandr I, liên quân đã rơi vào cái bẫy của Hoàng đế Napoléon I.

## Bố trí đội hình

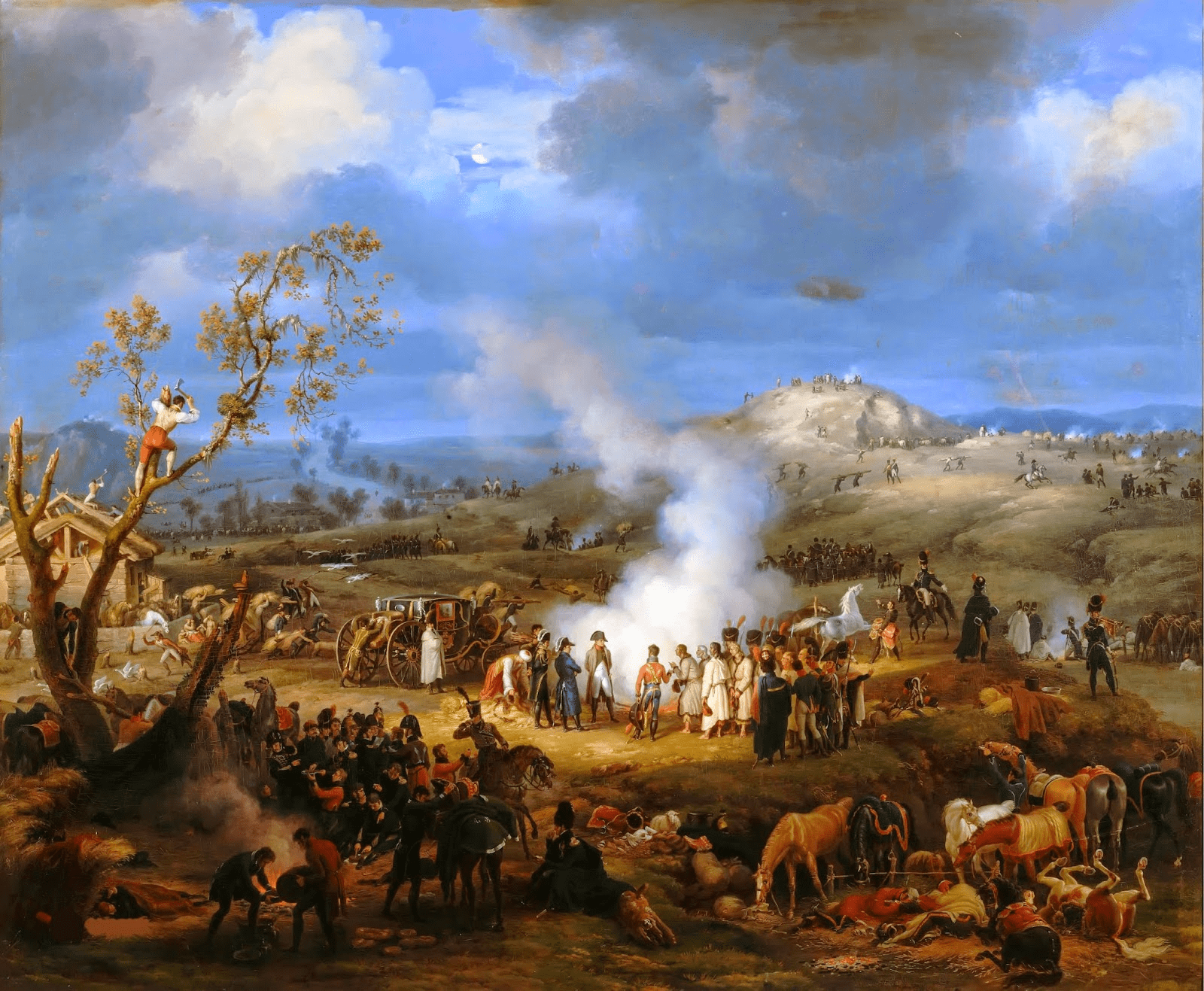
Napoléon cùng các binh sĩ trước trận đánh.

Các nguồn sử cho rằng Napoléon đã điều động khoảng 72.000 quân và 157 khẩu pháo cho trận đánh, dù khoảng 7.000 quân tiếp viện dưới quyền Davout vẫn còn ở phía nam. Sách khác thì ghi nhận rằng tuy Hoàng đế Pháp khởi xưởng Chiến dịch năm 1805 với 21 vạn quân sĩ, nhưng thực chất trong trận chiến Austerlitz chỉ có 73 nghìn binh sĩ tham chiến, và không phải là tất cả họ đều tích cực chiến đấu. Liên minh có 85.000 quân, 70% trong số đó là quân Nga, và 318 khẩu pháo. Theo các tác giả Robert Cowley, Stephen E. Ambrose, số lượng đại bác của Napoléon I chỉ bằng một nửa số lượng do liên quân Nga - Áo sở hữu. Như vậy là Napoléon bị áp đảo về mặt quân số. Theo lời của ông, ông quyết tâm chiến thắng một "trận đánh thường tình"; nhưng thực chất, ông muốn hủy diệt hoàn toàn quân Liên minh. Nhưng ban đầu, Hoàng đế Pháp chưa bộc lộc sự tự tin của mình về chiến thắng trước quân Nga.
Thực chất, Napoléon không lo sợ làm cho Hoàng hậu Joséphine de Beauharnais mất yên tĩnh bằng khả năng phải giải thích chiến bại với nàng. Về phần mình, các Hoàng đế Đồng minh đã không thể chờ Đại Quận công Karl tăng viện và cũng chả thể đợi quân Phổ nhảy vào tham chiến. Lần này, Nga hoàng Aleksandr I quyết tâm thân chinh ra trận. Năm xưa, Pyotr Đại Đế đã đánh tan nát quân Thụy Điển trong trận Poltava (1709), toàn thắng cuộc Đại chiến Bắc Âu thúc đẩy sự phát triển hào hùng của Đế quốc Nga. Do đó, Aleksandr I có ý noi theo những chiến tích rực rỡ của Pyotr Đại Đế, và hơn hết, là vượt xa cả những chiến công của bậc tiên đế lừng lẫy này.

### Chiến trường
Trận chiến diễn ra cách thành phố Brno sáu dặm về phía đông nam. Ngày nay nơi đây là một địa điểm nằm giữa Brno và Austerlitz, thuộc Cộng hòa Séc. Phía bắc chiến trường là hai ngọn đồi Santon (210 m) và Zuran (260 m), nhìn ra tuyến đường nối Olmutz/Brno, vốn nằm trên trục Đông/Tây. Phía tây hai ngọn đồi là làng Bosenitz, còn ở giữa chúng là sông Bosenitz, hợp với sông Goldbach và chảy xuống phía nam qua các làng Kobelnitz, Sokolnitz, Telnitz. Ở giữa chiến trường là cao điểm Pratzen, một ngọn đồi dốc thoai thoải với chiều cao khoảng 11-12 m (35-40 foot). Theo ghi chép của một sĩ quan phụ tá, Hoàng đế Napoléon I liên tục nhắc nhở các võ tướng là bắt buộc phải trinh sát cẩn thận địa hình vùng này vì nó sẽ trở thành chiến trường.

### Bố trí của liên quân

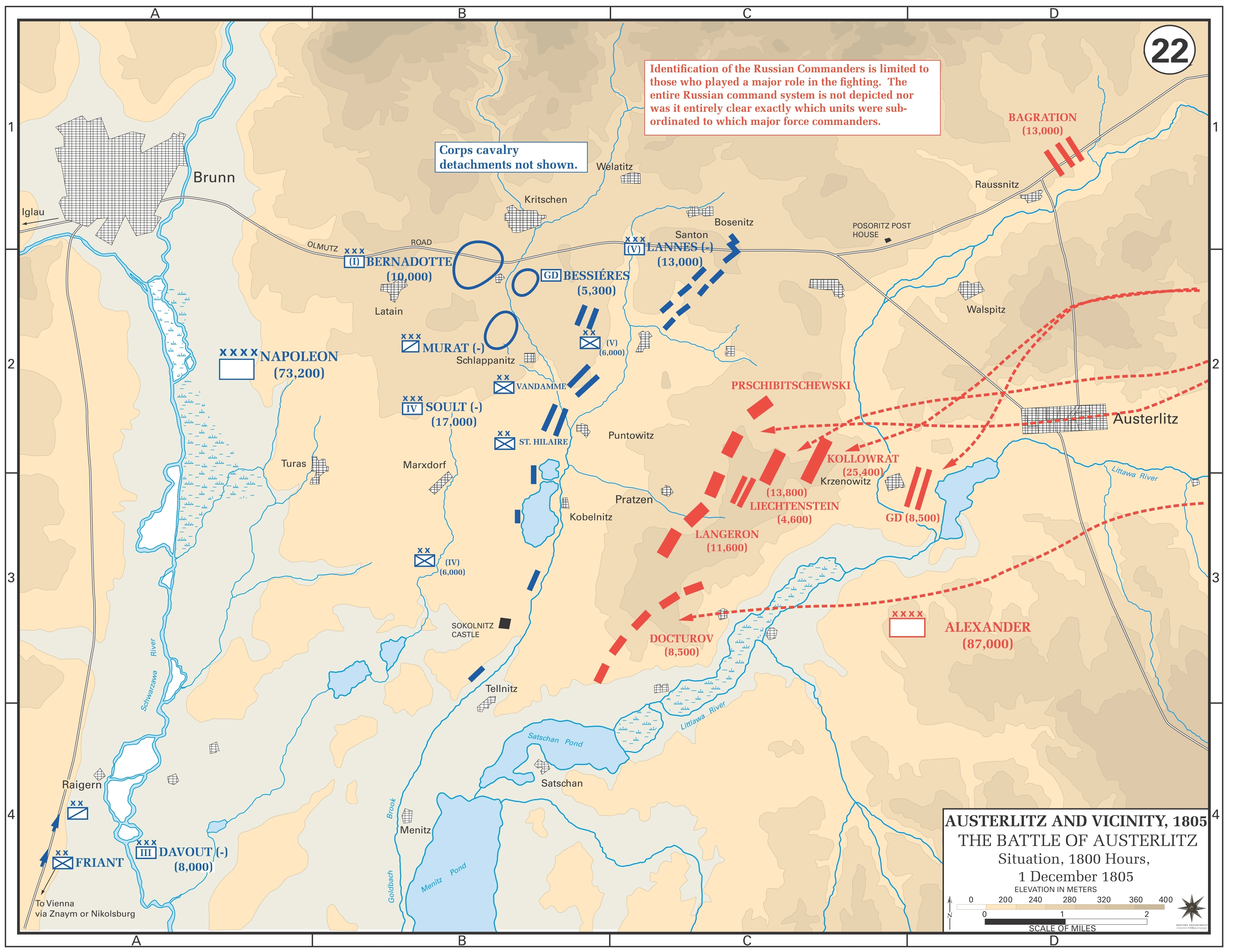
Bản đồ bố trí quân lực của hai bên trước trận chiến. Quân Pháp ở phía tây và liên quân ở phía đông

Một hội đồng được tổ chức vào chiều ngày 1 tháng 12 để thảo luận về trận chiến, tại làng Krzenowitz. Cuộc tranh cãi diễn ra rất nóng hổi. Nhận thấy Napoléon chỉ có ít hơn 57 nghìn quân, Nga hoàng tràn trề hy vọng chiến thắng. Nhiều nhà chiến lược của liên minh đưa ra hai ý tưởng quan trọng là liên lạc thương lượng với kẻ địch và chiếm lấy cánh phía nam vốn dẫn về Viên. Mặc dù Nga hoàng và các tùy tùng của ông rất háo hức chiến đấu, Hoàng đế Franz của Áo lại dè chừng hơn do đã phải trải qua nhiều chiến bại nặng nề của Quân đội Áo trước Napoléon, và đại tướng M. I. Kutuzov của Nga cũng đồng ý với sự cẩn trọng này. Kutuzov đã chỉ rõ ra rằng, chiến tranh càng kéo dài, quân Pháp càng tiến sâu thì họ càng yếu thế do nằm xa nguồn tiếp tế và khả năng người Phổ tham gia vào chiến tranh chống Pháp càng cao. Kutuzov chủ trương dụ quân Pháp vào sâu hơn nữa, ở vùng Carpath và "tại xứ Galicia, tôi sẽ chôn xương quân Pháp." Kutuzov cũng lưu ý đến tầm quan trọng của cao điểm Pratzen ở Austerlitz, thực tế là khi bắt đầu vào trận chiến ông đã cố để quân nán lại đây đề phòng Napoléon, nhưng có vẻ như các võ tướng khác đã không hề chú ý đến điều này.
Ý kiến của Kutuzov không được đề xuất thật mạnh mẽ, trong khi mọi sủng thần của Nga hoàng là Dolgorouki, Lieven, Volkovski và Stroganov đều có thái độ chủ chiến. Ý kiến chủ chiến cuối cùng thắng thế, và quân liên minh quyết định áp dụng kế hoạch tác chiến của tướng Áo là Franz von Weyrother - viên tướng hậu cần mới của Liên minh thứ ba. Weyrother - được coi là "bậc lão thành trong các Sĩ quan thành Viên" - vốn đã quan sát tình hình quân Pháp và vạch ra kế hoạch của ông. Theo đó, quân Liên minh sẽ phải đánh nghi binh ở cánh trái quân Pháp và dồn sức vào cánh phải của họ, vốn có vẻ khá lỏng lẻo. Quân Liên minh triển khai phần lớn binh lực của họ vào từ ba đến năm mũi tấn công từ các đỉnh đồi theo chiến thuật "đánh dọc sườn" (Shiefe Schlachtordnung) để đánh cánh phải của quân Pháp, với mỗi mũi tấn công được xếp theo đội hình hàng dọc. Đội hình hàng dọc thứ nhất là một lực lượng bộ binh hùng hậu của Nga (khoảng 13560 binh sĩ) do trung tướng Dmitry Sergeyevich Dokhturov chỉ huy. Ông được giao nhiệm vụ vượt qua đầm lầy Goldbach tại Tellnitz, và theo đó sẽ chuyển sang phải và sắp hàng cùng với đội hình thứ hai. Đội hình hàng dọc thứ hai gồm 11,700 lính bộ binh Nga, thì do trung tướng Louis Alexandre Andrault de Langéron - nguyên là một người Pháp sang định cư ở Nga, vượt qua đầm Golbach giữa Tellnitz và Sokolnitz, trong khi đội hình hàng dọc thứ ba của trung tướng Prebyshevsky (với 7700 binh sĩ Nga)sẽ đánh chiếm lâu đài Sokolnitz và dễ dàng làm chủ bãi đất ở phía sau. Cả ba đội hình này đều nằm dưới quyền giám sát của viên tướng Nga Friedrich Wilhelm von Buxhowden. Hai vị tướng Nga là Kollowrath và Miloradovich chỉ huy đội hình hàng dọc thứ tư của liên quân Áo - Nga gồm 23900 quân, sẽ vượt qua đầm Golbach mà về hướng bắc của hồ Kobelnitz. Đội Cận vệ Hoàng gia Nga được giữ lại để dự phòng (bao gồm 850 quân tinh nhuệ do Đại công tước Konstantin thống lĩnh, đóng cứ về phía bắc Krzenowitz), còn lực lượng quân Nga do tướng Pyotr I. Bagration chỉ huy sẽ trấn giữ cánh phải của liên minh. Đội hình thứ tư sẽ đánh thốc vào trung quân Pháp, trong khi đội hình thứ 5 (bao gồm 5375 người lính do Vương công xứ Liechstenstein chỉ huy) cùng với Bagration sẽ tạo thành gọng kìm tiêu diệt quân cánh trái của Pháp. Về tổng thể, liên quân muốn phá tan cánh phải của Napoléon với gần 40.000 quân rồi đánh vu hồi quân Pháp, cắt đường liên lạc của họ tới Viên.
Với việc Nga hoàng trao quyền chỉ huy cho Weyrother, Kutuzov trên thực tế vẫn là Tư lệnh, nhưng ông chỉ điều khiển Binh đoàn thứ tư của liên quân. Trong khi đó, các võ tướng khác của liên quân Nga-Áo, với chuẩn bị vững chắc của mình đều cả tin nắm chắc chiến thắng trong tay, thậm chí họ còn nghĩ rằng chỉ đội tiền vệ của họ thôi cũng đủ để đập nát quân Pháp.

### Bố trí của quân Pháp

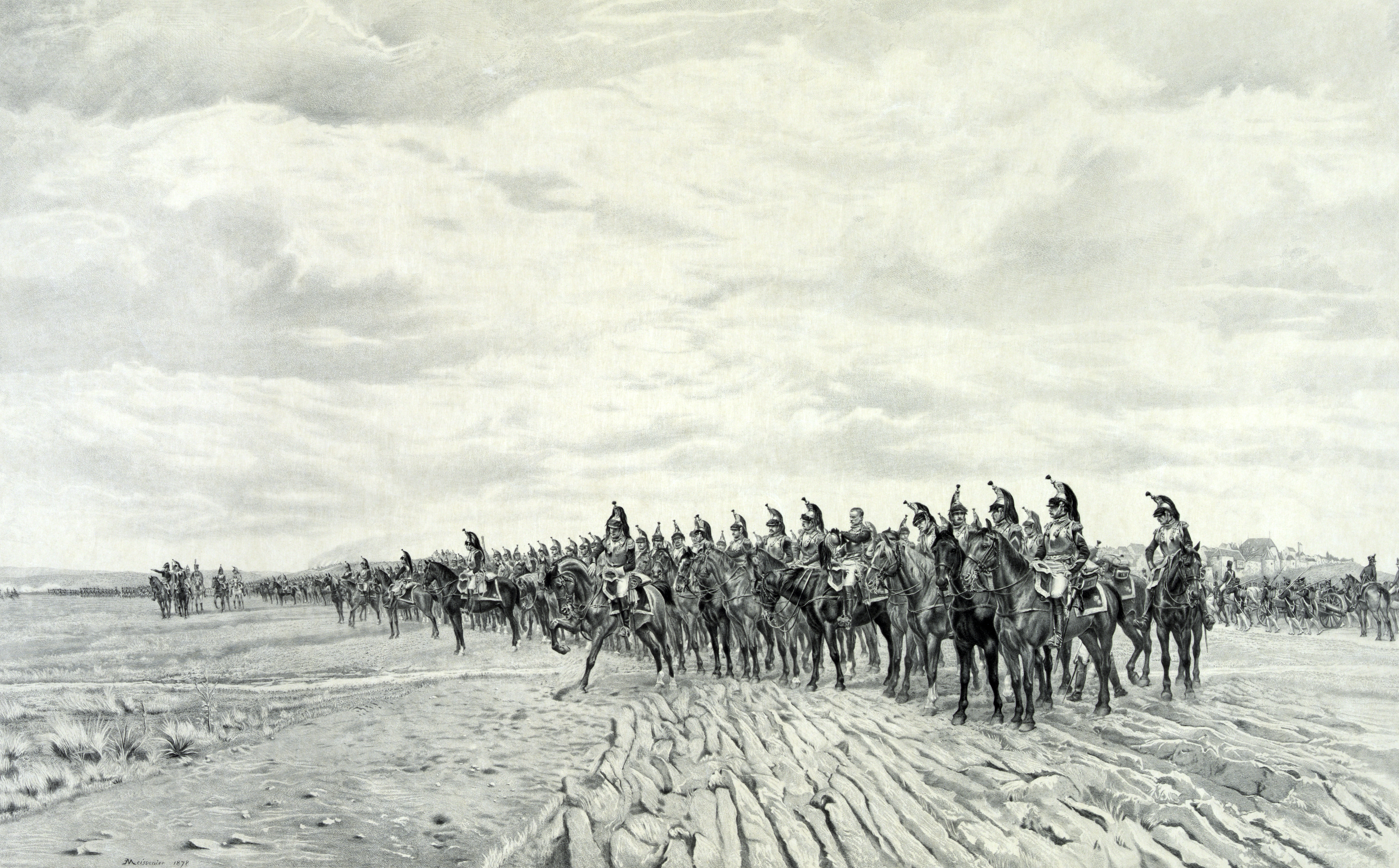
Thiết kỵ binh Pháp bài trí đội hình

Thực tế thì Napoléon rất muốn họ tấn công, và để hiện thực hóa điều này, ông đã làm suy yếu cánh phải của mình một cách có tính toán. Vào ngày 28 tháng 11, Napoléon I gặp các tướng để thảo luận. Các tướng thể hiện sự e ngại của mình và thậm chí còn đề nghị rút quân, nhưng Napoléon đã gạt bỏ điều này. Theo kế hoạch của Napoléon thì quân Liên minh sẽ dồn phần lớn lực lượng nhằm đánh sập cánh phải của quân Pháp với mục đích là cắt đứt đường liên lạc của quân Pháp về Viên, đòn tấn công này sẽ khiến quân Liên minh bị hở sườn và trung tâm cho quân Pháp lợi dụng. Để khính địch, Napoléon thậm chí còn từ bỏ cả vị trí chiến lược tại các đỉnh đồi Pratzen, lại còn giả vờ lo lắng trước sự yếu ớt của ba quân. Chính vì thế lực lượng chính của quân Pháp được tập trung trên một trận tuyến dài 2,5-3 km tại trung tâm chiến địa, đối diện với cao điểm Pratzen. Theo kế hoạch, quân Pháp sẽ đánh chiếm Pratzen và từ cao điểm này sẽ mở một đòn đột kích mạnh đánh tan nát trung tâm của quân Liên minh rồi sau đó tiến tới bọc hậu họ. Theo nhà sử học quân sự Christopher Duffy thì lối đánh này hơi giống chiến thuật "đánh dọc sườn" của nước Phổ.
Lực lượng thực thi đòn đánh này chính là 16 nghìn quân của Quân đoàn IV dưới quyền chỉ huy của Thống chế Soult. Lực lượng của Soult được một màn sương mù dày đặc che phủ trong suốt giai đoạn đầu của trận chiến; trên thực tế sự tồn tại của màn sương này là yếu tố quyết định sự thành bại của đòn đột kích. Nếu sương mù tan quá nhanh thì vị trí của Quân đoàn IV sẽ bị phơi bày ra trước quân địch, nhưng nếu sương mù kéo dài quá lâu thì Napoléon sẽ không thể nhìn thấy bố trí của liên quân Nga-Áo ở cao điểm Pratzen và không thể phát động tấn công đúng lúc.
Trong cùng lúc đó thì Napoléon lệnh cho quân đoàn III của Thống chế Davout hành quân từ Viên cấp tốc đến tăng viện cho cánh phải của tướng Legrand (nằm ở phía nam của chiến trường), nơi sẽ phải hứng chịu sức ép lớn của quân Đồng minh. Quân của Davout sẽ phải di chuyển 110 km trong 48 giờ. Sự thành bại của quân Pháp sẽ tùy thuộc vào việc họ có đến kịp lúc hay không. Trên thực tế, sự bố trí của Napoléon tại cánh phải rất mạo hiểm: quân Pháp chỉ được bố trí một lực lượng tối thiểu để phòng thủ khu vực này, và họ được yêu cầu tử thủ cho đến người cuối cùng. Sở dĩ Napoléon dám quyết định mạo hiểm như vậy vì ông tin tưởng vào tài năng của vị Thống chế xuất sắc Davout, vì cánh phải của quân Pháp được một hệ thống sông hồ bảo vệ, và cũng vì người Pháp đã thiết lập một tuyến liên lạc dự phòng đi qua Brünn - Iglau - Passau thay cho tuyến Viên. Quân đoàn Cận vệ Pháp của thống chế Bessières cùng quân đoàn I của Thống chế Bernadotte được giữ lại để dự phòng, còn quân đoàn V dưới trướng thống chế Lannes sẽ bảo vệ cánh trái của quân Pháp (tức vùng phía bắc của chiến trường), nơi tuyến tiếp vận mới của Pháp tọa lạc. Sau này, tướng Rapp có lời ca ngợi sự bày binh bố trận của Napoléon I trước trận Austerlitz là nhuần nhuyễn.

## Trận đánh

### Bắt đầu trận chiến
Binh sĩ Pháp biết rằng ngày 2 tháng 12, lúc họ phải đánh một trận quyết định, cũng chính là lễ kỷ niệm ngày đăng quang vị hoàng đế. Không những ông khám xét địa hình thật kỹ lưỡng, mà còn chuẩn bị chu đáo cho việc chăm lo các thương binh.

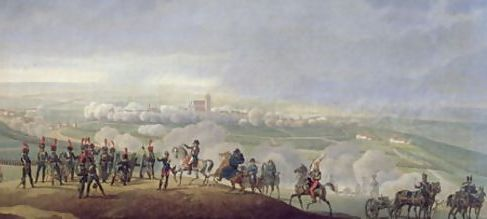
Trận Austerlitz, ngày 2 tháng 12 năm 1805, qua nét vẽ của Joseph Swebach-Desfontaines.

Vào 5 giờ sáng lúc mặt trời còn chưa mọc lên, Napoléon đã thức dậy và ăn sáng gấp rút. Trong lúc Hoàng đế và ba quân đang ăn bữa điểm tâm, khoảng 3 nghìn quân tiếp viện của Davout đã kéo tới sau cuộc hành binh từ Raisgern, binh lính của Davout đều đã buồn ngủ và bị lạnh. Họ được đội Kỵ binh của Soult yểm trợ. (Sẽ còn có thêm quân của Davout kéo đến giữa 10 giờ và 11 giờ). Một điều mà người ta thường quên lãng là Sư đoàn của Thiếu tướng Louis Friant với tốc độ hành quân của mình đã lập công rất lớn cho cuộc hành binh thần tốc của Davout. Tới lúc 6 giờ sáng, khi ánh mặt trời đầu tiên bắt đầu lóe lên tại bầu trời hướng Đông, ban Tham mưu và các vị Thống chế của Napoléon họp bàn trên đồi Zulton. Nhưng khi buổi sáng tinh mơ đã gần đến thì sương mù xuất hiện dày đặc khắp làng bản. Hoàng đế nước Pháp, vốn đã lên lưng chiến mã với thái độ bất kiên nhẫn, mong chờ rạng Đông. Ông nhìn qua bóng tối trước rạng Đông, vào các sĩ quan dưới quyền như Louis Alexandre Berthier, Lannes, Soult, Bernadotte, Jean-Baptiste Bessières, Murat, Mortier và Anne Jean Marie René Savary, cùng với những viên sĩ quan khác của ban Tham mưu của ông. Ông lại hướng về phía Đông, mong muốn nhìn thấy Mặt Trời mọc lên, thế nhưng lại không nhìn thấy gì.

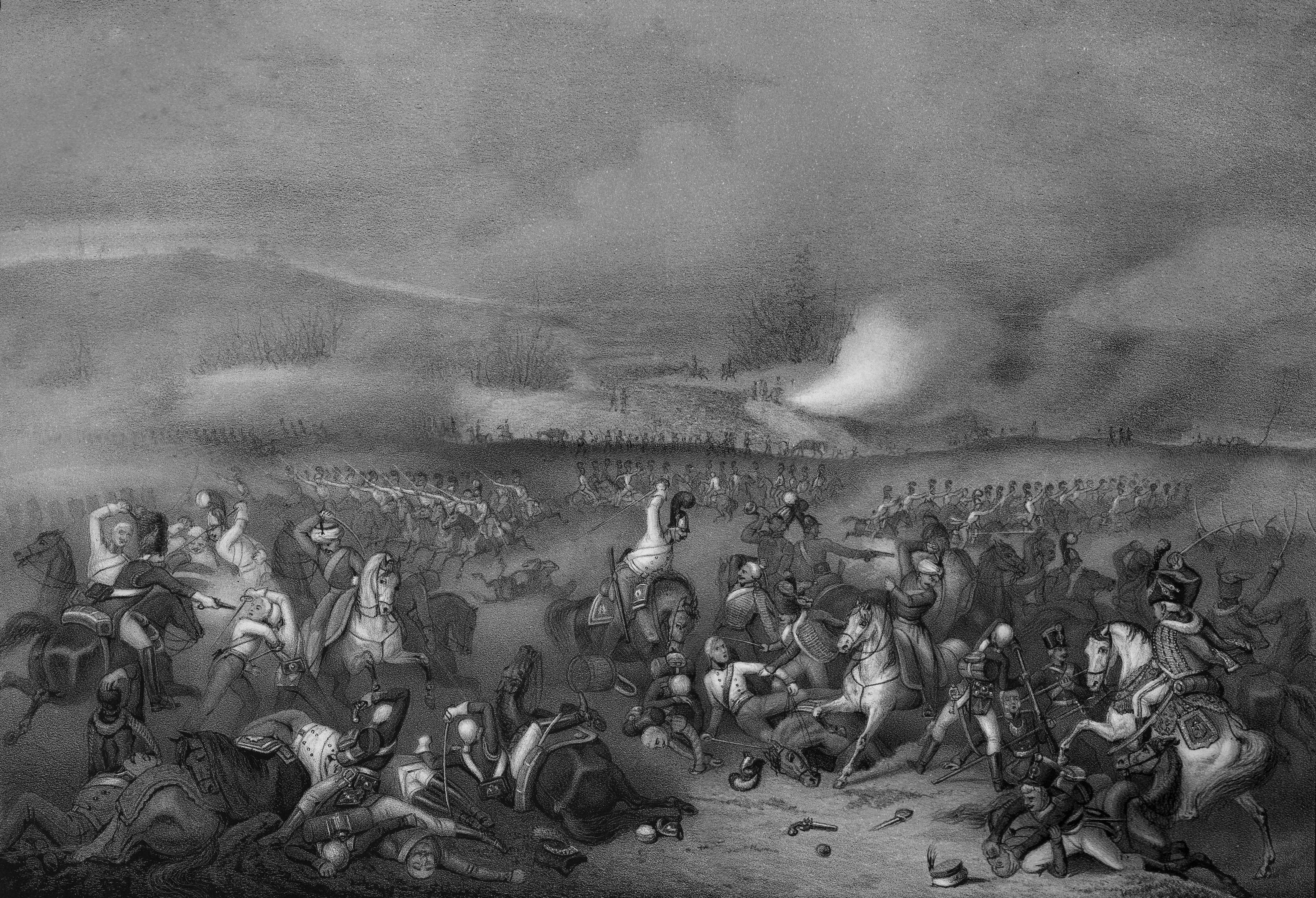
Cuộc tấn công của kỵ binh Pháp vào quân Nga trong trận Austerlitz. Ta có thể thấy nhiều kỵ binh Mamluk cũng như thiết kỵ binh Pháp

Trận chiến này bắt đầu vào lúc 8 giờ sáng, với mũi tấn công đầu tiên của liên quân đánh vào làng Telnitz, được phòng thủ bởi trung đoàn số 3. Từ đó, vùng chiến trường này đã chứng kiến nhiều cuộc chiến đấu ác liệt. Đầu tiên, các đợt xung kích của liên quân đã đánh bật quân Pháp khỏi làng và buộc họ phải rút về bên kia sông Goldbach. Quân của Davout lúc này đẩy lui liên quân khỏi Telnitz, trước khi tới lượt họ bị những người lính khinh kỵ binh tấn công và phải bỏ làng một lần nữa. Những đợt tấn công của liên quân ra khỏi làng đều bị pháo binh của Pháp ngăn cản. Các đội quân của liên quân bắt đầu đổ vào cánh phải của Pháp, nhưng không tiến nhanh như mong đợi, vì vậy mà người Pháp hầu như đều đẩy lui được các đợt tấn công. Thực ra thì sự bố trí của liên quân có sự nhầm lẫn và tính toán thời gian sai: đội Kỵ binh của Vương công Johann I Joseph xứ Liechtenstein ở cánh trái của liên quân phải chuyển sang cánh phải, và trong quá trình đó họ chạy lẫn vào và làm chậm tiến độ tiến quân của mũi tấn công thứ hai vào cánh phải của Pháp. Lúc đó các chiến lược gia tưởng rằng đó là một thảm họa, nhưng về sau việc này lại hóa ra có lợi cho liên quân.
Mũi tấn công thứ hai của liên quân đánh vào làng Sokolnitz, nơi được bảo vệ bởi trung đoàn 26 và đội quân Tirailleur (đội bắn súng đánh kiểu du kích) của Pháp. Liên quân tấn công không thành, vì vậy mà tướng Langeron ra lệnh pháo kích vào làng. Việc này đã khiến quân Pháp phải rút lui, và trong cùng lúc đó thì mũi tấn công thứ ba của liên quân đánh chiếm lâu đài ở Sokolnitz. Quân Pháp phản công và chiếm lại nơi đây, nhưng lại bị đẩy lui. Giao tranh ở đây tạm lắng xuống khi quân của tướng Friant thuộc quân đoàn 3 của Pháp tạm chiếm lại ngôi làng. Bốn con chiến mã của tướng Friant bị bắn chết trong cuộc huyết chiến, nhưng ông thì sống sót để kể lại. Sokolnitz có lẽ là nơi diễn ra nhiều cuộc đụng độ nhất và còn đổi chủ vài lần nữa khi cuộc chiến tiếp diễn. Quân đoàn của Friant bị tổn thất nặng nề. Thế nhưng, quân Pháp vẫn kiên quyết chiến đấu với quân đội Nga - Áo.
Trong khi liên quân đang háo hức đánh vào cánh phải của quân Pháp thì Binh đoàn số 4 của liên quân - do vị Tư lệnh vừa bị truất quyền M. I. Kutuzov đã dừng chân tại cao điểm Pratzen. Các quân đoàn Nga lần lượt vượt qua ông, nhưng Quân đoàn số 4 vẫn đứng im tại đó. Kutuzov cảm nhận được tầm quan trọng của cao điểm này. Tuy nhiên, Nga hoàng ra lệnh đưa Quân đoàn số 4 ra khỏi Pratzen và cùng với nó, đưa toàn bộ quân Nga đến chỗ chết. Dù Kutuzov là Tổng tư lệnh trên danh nghĩa, ngay từ khi Weyrother vạch ra kế hoạch thì Aleksandr I vẫn luôn nhấn mạnh rằng ông không phải là Tổng tư lệnh thực thụ. Nga hoàng luôn đặt lòng tin vào Weyrother thay vì Kutuzov. Do đó, Kutuzov không phải tốn sức phản đối hành vi của Aleksandr I dẫn tới thất bại khó lường.

### "Một đòn chí mạng và trận chiến chấm dứt"

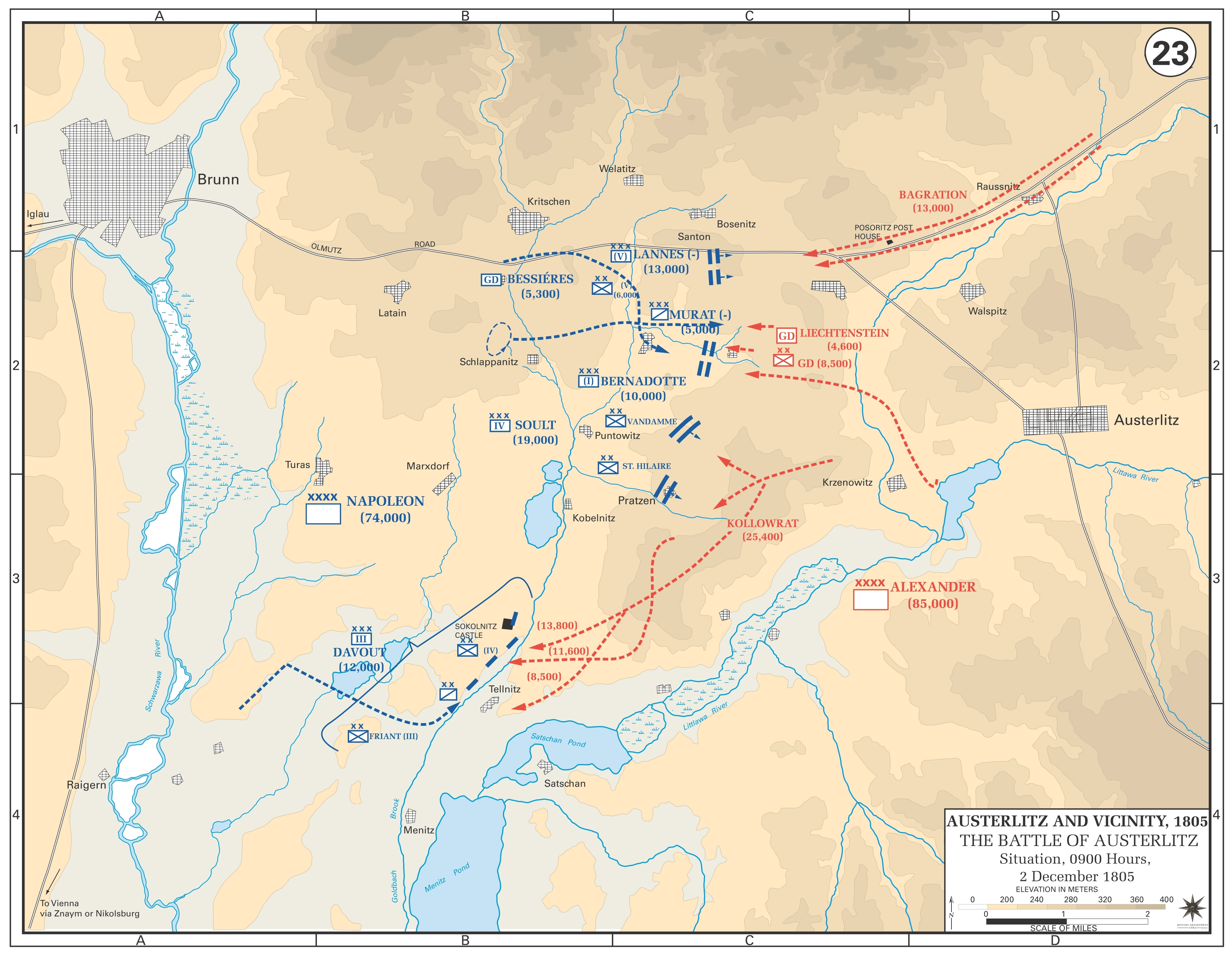
Đòn tấn công quyết định của quân Pháp vào khu vực trung tâm của liên quân. Các tướng St. Hilaire và Vandamme đã cắt đôi binh lực địch và chiếm được vị trí quan trọng về chiến lược cho Pháp.

Cuộc chiến đấu của đội hữu quân Pháp đã thắng lợi, do viên chỉ huy liên quân bị say nắng và không thể phát lệnh được nữa. Tuy nhiên quân Nga cũng đã chiến đấu ngoan cường, nên quân Pháp vẫn không thể nắm chắc chiến thắng. Đội quân của Thống chế Jean-de-Dieu Soult tuy đã được sương mù che khuất, nhưng cao điểm Pratzen dễ bị tiến công, do lúc này, có thể quân Liên minh đang tiến xuống từ phía nam. Điều này là đúng như dự kiến của Napoléon I, thể hiện qua câu nói của ông: "Xem chúng tiến công, một khi chúng tự coi mình là những kẻ tiến công, chúng sẽ phải ngước lên mà thấy chúng đã phần nào bại trận". Do đó, Soult nôn nóng và ông mong muốn tấn công. Để vậy, ông cần phải có thời gian vận động các binh sĩ. Vào lúc 8 giờ 45 phút sáng, cảm thấy sự suy yếu ở trung tâm quân địch đã đủ, Napoléon I hỏi Soult rằng quân của ông mất bao lâu để tới cao điểm Pratzen, và vị Thống chế này trả lời: "Dưới 20 phút, muôn tâu Thánh thượng, do lực lượng của Hạ thần đã được che khuất dưới chân thung lũng, được sương mù và đốm lửa ở doanh trại che khuất". Vị Hoàng đế bèn phán quyết: "Vậy chúng ta sẽ đợt thêm 15 phút nữa". Qua vậy, khoảng 15 phút sau, Hoàng đế Napoléon ra lệnh tấn công: "Bây giờ, đây là chính là khoảng khắc". Và, ông còn nói thêm rằng: "Hỡi ba quân ! Bọn địch không cẩn trọng đã tạo cho các Người giáng những đòn quyết định ! Một đòn chí mạng và trận chiến chấm dứt:.
Sương mù dày giúp che chở bước tiến của sư đoàn của St. Hilaire, nhưng khi họ đi ngược lên dốc, "Mặt trời Austerlitz" huyền thoại đã làm tan sương và cổ vũ họ tiến lên. Quân Nga trên đỉnh cao điểm choáng váng khi thấy có nhiều quân Pháp đang tiến đánh họ. Các chỉ huy liên quân điều một số đơn vị chậm trễ của mũi tấn công thứ tư vào cuộc giao chiến khó khăn này. Sau gần một giờ giao chiến, các đơn vị này phần lớn bị tiêu diệt, nhưng quân Pháp vẫn không dễ gì tràn ngập được cao điểm Pratzen. Một số binh sĩ từ mũi tấn công thứ hai, chủ yếu là các binh sĩ Áo thiếu kinh nghiệm, cũng đã tham chiến và dùng số lượng đông đảo chống trả một trong những đơn vị thiện chiến nhất của Pháp. Họ thậm chí đã đẩy lui quân Pháp xuống dốc. Trong hơn 20 phút, tình hình trở nên hỗn loạn, Kutuzov thực chất giờ chỉ huy Đội hình thứ tư của quân Liên minh. Trong cuộc quyết chiến, ông và các tùy tùng, cùng với Bộ Tham mưu do Weyrother đứng đầu dong ngựa đến binh lính, và khuyến khích, kêu gọi cùng nhau chiến đấu. Trong phần lớn chiều dài cuộc chiến đấu, các vị Hoàng đế hai bên đều quan sát cảnh hai bên lao vào đánh nhau kịch liệt. Khi quân Liên minh có dấu hiệu nhốn nháo, Nga hoàng Aleksandr I gào thét lên: "Trẫm ở bên các Người, Trẫm cùng san sẻ hiểm nguy với các Người, dừng lại ngay".

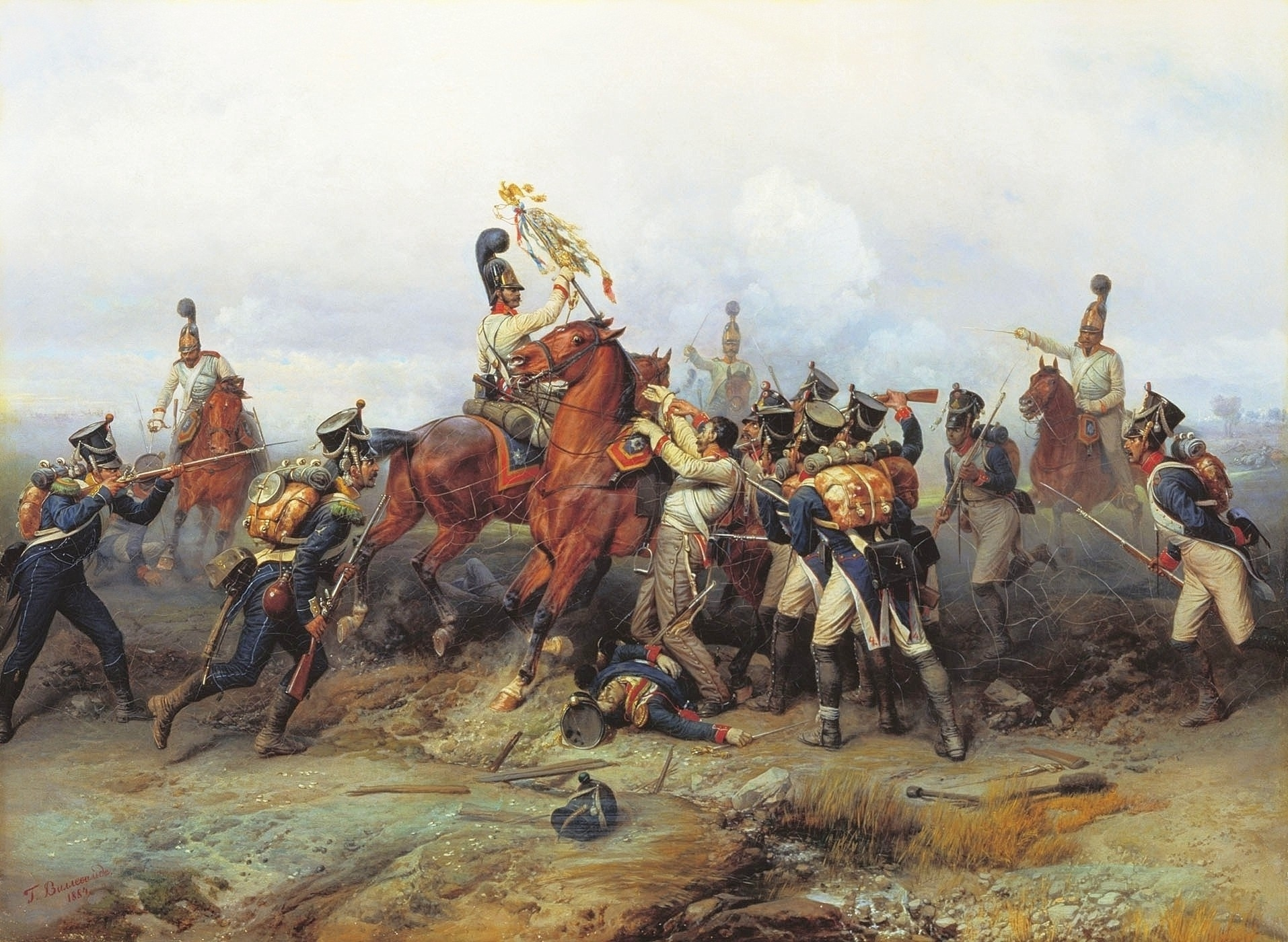
Quân kỵ binh Cận vệ Nga giành được hiệu kỳ của quân Pháp. Quân Pháp chỉ mất duy nhất một hiệu kỳ trong khi quân Nga bị đánh tan tác trong trận Austerlitz

Nhưng binh lính Liên minh vẫn chiến đấu dũng mãnh. Trong trận chiến Kutuzov bị thương nặng và suýt bị bắt sống, máu chảy tràn lan ở mặt ông. Người con rể của ông là viên sĩ quan phụ tá Ferdinand von Tiesenhausen quyết tâm chỉnh đốn lại hàng ngũ quân sĩ, nhưng bị giết chết ngay khi đang cầm cờ xông tới. Về phía quân Pháp, St. Hilaire phải chạy tới chỗ Morand và Thiébault để hỏi ý xem có nên triệt binh khỏi cao điểm Pratzen hay không? Ông nói: "Xem ra không thể giữ được,... chúng ta nên chiếm cứ một vị trí ở phía sau để mà dễ dàng phòng vệ". Thế nhưng, ở vào hoàn cảnh khó khăn, quân của St. Hilaire đã xung kích một lần nữa và lần này đã đánh bật liên quân khỏi cao điểm. Ở phía bắc điểm giao chiến này, sư đoàn của tướng Vandamme tấn công vùng Staré Vinohrady và diệt một số đơn vị địch.
Trận chiến đã xoay chuyển về hướng có lợi hẳn cho Pháp, nhưng vẫn chưa thể kết thúc sớm. Napoléon lệnh cho quân đoàn I của Bernadotte sang hỗ trợ cánh trái của Vandamme và di chuyển trung tâm chỉ huy của mình lên cao điểm Pratzen vừa mới chiếm được. Chiếm được cao điểm nghĩa là quân Pháp đã cắt được các tuyến quân của Đồng minh Nga - Áo. Liên quân lúc này đã ở vào tình thế bất lợi nên họ phải sử dụng tới lực lượng Cận vệ Hoàng gia Nga. Quân Cận vệ Hoàng gia Nga là đội quân cuối cùng của quân Liên minh được tung ra chiến trường. Đại Công tước Konstantin Pavlovich, em trai Nga hoàng, chỉ huy lực lượng này tiến đánh quân của Vandamme. Tổn thất duy nhất về cờ hiệu của quân Pháp là trong trận giao tranh này. Sư đoàn do Vandamme chỉ huy đã bị đại bại. Cảm thấy mối đe dọa, Napoléon lệnh cho đội Kỵ binh Cận vệ của ông do Thống chế Bessières chỉ huy xuất chiến. Chuẩn tướng Jean Rapp cũng giành lấy thế chủ động và tấn công quân Nga. Theo lời kể của chính ông:
| “           | Có lúc, tiếng hỏa mai nổ vang trời, quân Nga đánh bật một Lữ đoàn của quân ta. Khi ấy, tôi đang hầu cận Hoàng đế, chờ thượng lệnh. Nghe tiếng đạn, Hoàng đế sai tôi tung các chiến binh Mamluk, hai Sư đoàn Khinh binh, một tốp lính ném lựu đạn của Đội Cận Vệ, và quan sát tình hình. Tôi liền phi nước đại thẳng tiến trước một phát đạt thần công và giáp mặt với thảm kịch. Quân Kỵ binh Nga đã thọc sâu vào các Sư đoàn của quân ta, và đang tuốt gươm tàn sát quân ta. Từ đằng xa, tôi có thể trông đấy hàng loạt lính bộ binh và kỵ binh dự bị của Nga. Trong lúc đó, quân thù tiến bước, bốn cỗ pháo được kéo đến tức tốc, và vào vị trí chuẩn bị nhằm bắn quân ta. Bên trái tôi là Morland quả cảm, còn bên phải tôi là Tướng d'Allmagne... | ” |
| — Jean Rapp | |   |

Quân Pháp xung phong quét sạch các cỗ pháo Nga. Hai đội Cận vệ đánh nhau dữ dội nhưng không bên nào giành được thắng lợi. Quân Nga chiếm ưu thế về số lượng, nhưng rồi sư đoàn của Drouet thuộc quân đoàn I tới trợ chiến, dàn quân bên sườn của nơi giao tranh và giúp kỵ binh Pháp tập hợp lại đội ngũ sau lưng họ. Những khẩu đại bác do ngựa kéo của Pháp cũng góp phần gây thương vong nặng nề cho kỵ binh và lính bắn súng Nga. Trong trận giao chiến, viên sĩ quan Pháp Morland đã hy sinh, nhưng rồi quân Nga thua lớn, tan vỡ và nhiều binh sĩ tử trận khi bị kỵ binh Pháp, giờ đây đã khôi phục lại đội ngũ, truy kích trong suốt một phần tư dặm. Tuy dũng cảm nhưng Konstantin Pavlovich đã thất bại và còn hao binh tổn tướng thêm. Quân của Soult, cùng với đội kỵ binh cận vệ và pháo binh, trở thành lực lượng quyết định, đánh bại quân Nga. Ngoài ra, các chiến binh Mamluk của Napoléon I cũng đóng góp không nhỏ cho chiến thắng toàn diện của quân Pháp trước đội Kỵ binh Cận vệ Nga. Quân lính Mamluk thể hiện sức chiến đấu đầy ấn tượng. Theo lời kể của Rapp, quân Nga thảm bại tơi bời trước mắt của cả hai vị Hoàng đế Áo và Nga. Hai Hoàng đế vốn đã chiếm cứ một khu đất cao trên chiến địa để theo dõi trận chiến. Họ đã nhìn thấy các chiến binh của họ chiến đấu thật dũng cảm, nhưng cuối cùng lại thảm bại. Nhiều Sư đoàn của liên quân Nga - Áo trong cơn hoảng loạn còn phải vứt bỏ vũ khí mà chạy.

### Tàn cuộc
| “                            | Tôi đang... nằm dưới làn đạn dồn dập và ác liệt... Nhiều sĩ tốt, vốn đã không ngừng tham chiến từ lúc 7 giờ sáng cho đến 4 giờ chiều, không còn đạn dược nữa. Tôi không biết làm gì nữa ngoài việc rút lui... | ” |
| — Trung tướng Przhebishevsky | |   |

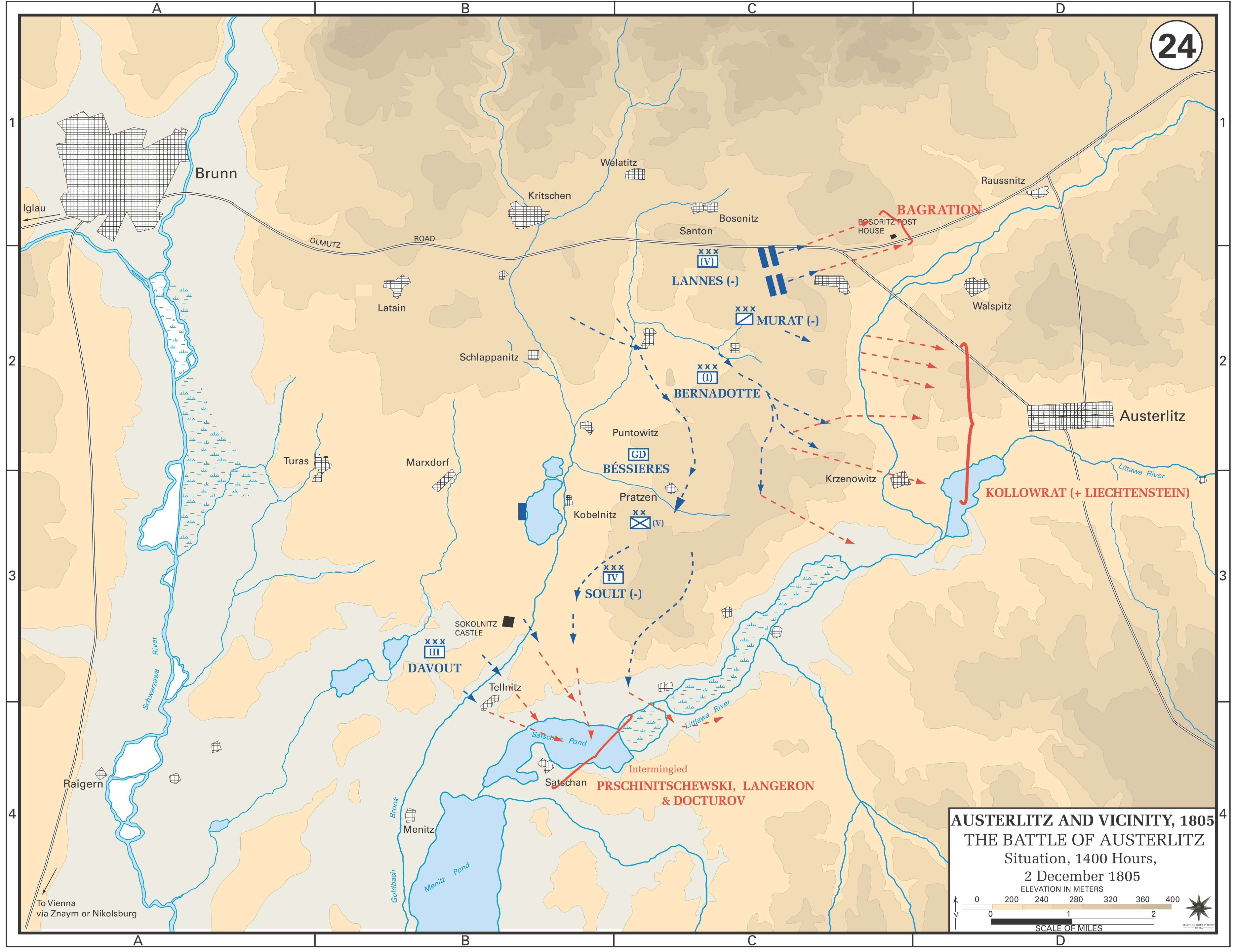
Lúc này liên quân đã bị chia cắt nhiều. Napoléon cho đánh vào cánh trái để kết thúc trận chiến.

Ở mặt trận phía bắc, sau khi đã kéo đến vị trí đúng đắn trên trận tiền, lực lượng thiết kỵ Áo của Vương công Johann I Joseph xứ Liechtenstein tấn công đội khinh kỵ binh của tướng Kellerman bên phía Pháp. Khi nhận thấy quân Nga quá đông, Kellerman cho quân rút về phía sau sư đoàn bộ binh của Caffarelli. Quân của Caffarelli chặn đứng các cuộc công kích của quân Nga và gọi Murat tăng viện thêm 2 sư đoàn thiết kỵ nữa (1 sư đoàn dưới quyền của d'Hautpoul và sư đoàn kia thì do Nansouty chỉ huy) vào trận nhằm sớm tiêu diệt lực lượng kỵ binh Nga. Cuộc giao tranh diễn ra khốc liệt và kéo dài, nhưng cuối cùng quân Pháp đã thắng thế. Thống chế Lannes sau đó dẫn quân đoàn V của ông tiến đánh quân Nga của tướng Bagration - người có lợi thế pháo binh so với Lannes, quân sĩ của Lannes quyết tâm phải chiến đấu tới cùng vì hàng loạt đạn pháo Nga. Sau một trận giao tranh kịch liệt thì quân bị đánh lui khỏi bãi chiến trường. Chỉ huy sư đoàn dưới quyền Thống chế Lannes là Louis-Gabriel Suchet, cũng góp công phá tan quân Nga. Lannes muốn truy kích, tuy nhiên, Murat là chỉ huy quân Pháp ở mặt trận này, không tán thành. bởi lẽ, Murat cho rằng việc truy đuổi quân Nga khá khó khăn.
Lúc này Napoléon chuyển sự chú ý sang phía nam, nơi mà quân Pháp và liên quân vẫn đang giằng co ở Sokolnitz và Telnitz. Với một đòn tấn công 2 mũi nhọn, sư đoàn của St. Hilaire và một phần quân đoàn III của Davout đã đập tan quân địch ở Sokolnitz và buộc hai tướng chỉ huy 2 mũi tấn công đầu tiên của liên quân là Kienmayer và Langeron phải tháo chạy. Buxhöwden, vị tướng tổng chỉ huy cánh trái của liên quân cũng phải rút chạy, với Kienmayer bọc hậu cho ông, cùng với lực lượng khinh kỵ binh O'Reil. Quân khinh kỵ của O'Reil đánh bại 5 trên 6 trung đoàn kỵ binh Pháp, trước khi buộc phải rút lui.
Lúc này liên quân đã bị chia thành ba, hoàn toàn rơi vào hoảng loạn và tháo chạy tứ tán. Giữa ngày, tuyết rơi xuống. Một tình tiết đáng sợ và nổi tiếng đã diễn ra trong lúc này khi một số lực lượng quân Nga bị cánh phải quân Pháp đánh bại cố tháo chạy về phía nam ngang qua hồ Satschan đóng băng. Lực lượng Pháo binh Pháp nã súng vào họ, và lớp băng vì thế vỡ ra. Quân Nga chết đuối dưới hồ nước lạnh cóng và hàng chục khẩu pháo của họ cũng chìm theo. Con số các khẩu pháo bị quân Pháp tịch thu trong sự kiện này dao động khá lớn tùy nguồn, có thể từ 38 đến hơn 100. Số quân Nga chết trong hồ cũng không được xác định rõ, có thể từ 200 đến 2.000. Một tư liệu kể rằng 22 nghìn quân Nga đã bị chết đuối sau khi Napoléon I đánh bại liên quân Áo - Nga. Napoléon rất có thể đã phóng đại con số này lên (qua "Thông cáo thứ 30" nổi tiếng của ông nhằm mục đích tuyên truyền), còn Nga hoàng Aleksandr I cũng có động cơ để chấp nhận con số phóng đại này, những con số thấp có vẻ như chính xác hơn. nhiều nguồn nói rằng đã có nhiều quân Nga dưới hồ được cứu sống chính bởi địch quân, và khi hồ được rút cạn mấy ngày sau đó (khoảng ngày 6 tháng 12, khi cư dân ở đây được lệnh kéo hết xác ngựa lên) thì chỉ có xác của hai hoặc ba người và từ 130 cho đến 150 con ngựa, còn những con số do phía Pháp ghi nhận là do họ tự nghĩ ra.
Thực chất, báo cáo về tổn thất của tướng Kutuzov sau chiến bại này cho thấy chỉ có một ít binh sĩ Nga bị rơi xuống hồ. Theo Bá tước Comeau - có độ tin cậy cao vì đã quan sát tình hình, thực chất các chiến binh Nga đã bám lấy các bờ hồ, và "ngay cả nếu một vài Trung đội có chìm xuống nước, nó cũng không có đủ sâu để mà làm cho họ bị chết đuối". Điều quan trọng là đợt công pháo này khiến nhiều binh lính Liên minh bị rơi vào cái bẫy của quân Pháp, và dù sao đi chăng nữa thì quân Nga đã mất phần lớn binh lực và đại bác của mình. Tàn quân Nga tháo chạy trong hỗn loạn đến mức mà quân Pháp không biết lần theo đâu để mà truy đuổi. Trong toàn bộ liên quân, chỉ có mỗi lực lượng kỵ binh Nga của tướng Pyotr Ivanovich Bagration, cùng với tướng Dokhturov và Đại Công tước Konstantin là rút lui có trật tự, và không bị thiệt hại đáng kể. Quân Pháp do đã quá mệt mỏi nên không thể truy kích Bagration, và trong vòng 40 tiếng đồng hồ, ông đã rút được khoảng cách chừng 60 cây số.
Một khi quân Liên minh Nga - Áo bị đẩy vào nội thành Austerlitz, Napoléon I đã chiếm giữ tất cả các ngả đường sá tới vùng Olmütz. Sau đại thắng của ông, một cơn mưa tuyết đổ xuống khiến cho người Pháp không thể nào truy kích thêm. Lúc này là 4 giờ chiều và trời đã tối, tiếng súng đã ngưng hoàn toàn. Napoléon ngắm nhìn những tàn binh cuối cùng của quân Liên minh trong tình cảnh bi đát của họ. Cùng với Berthier và Soult, vị Hoàng đế chiến thắng nhìn tổng quan cả ngôi làng Augezd, sau đó ông thúc ngựa tiến dần xuống chân cao điểm Pratzen và hướng về cái hồ Satschan bị đóng băng, theo hướng tiếng đạn pháo nổ vang trời và tiến vào hàng ngũ các chiến binh thắng trận của mình. Theo mệnh lệnh của Hoàng đế, không một binh sĩ Pháp nào dám rời khỏi hàng ngũ để mà trốn tránh chăm sóc thương binh. Bản thân Napoléon I không bao giờ rút về nghỉ ngơi một khi các binh sĩ chưa thấy rõ ràng ông vẫn còn khỏe khoắn. Trong khi ấy, một cơn gió lạnh thổi mạnh vào những cái sậy phủ tuyết bên đầm lầy Golbach, mang theo tiếng kêu rên của các binh sĩ Pháp đang hấp hối và tiếng reo hò của đại quân Pháp quanh Napoléon I đến tai các thương binh Nga - Áo cùng với các binh sĩ Nga - Áo đang chạy tháo thân.

## Kết cục của trận chiến
Phần lớn các nhà sử học đều đánh giá đây là một thắng lợi rực rỡ của Napoléon I. Nhìn nhận của ông về đại thắng này như một trong những thắng lợi quyết định của ông đã được nhiều sử gia đồng tình. Mặc dù trận thủy chiến Trafalgar đã tiêu hủy hạm đội của Napoléon I, chiến thắng trên đất liền có ý nghĩa quan trọng hơn hẳn với ông kể từ sau hai cuộc chiến tranh chống Liên minh thứ nhất và thứ hai, mang lại uy thế vượt trội cho ông trên lục địa. Trận thắng nước Áo trong các trận chiến ở Ulm và Austerlitz đã gỡ gạc cho thất bại trong kế hoạch xâm lược nước Anh của Napoléon I, mang lại ưu thế tuyệt đối cho ông trên lục địa. Với trận thắng này, ông đã đánh bại nước Áo lần thứ ba, kể từ những chiến thắng trước của ông mở đầu với cuộc chiến tranh chống Liên minh thứ nhất của các nước phong kiến châu Âu hồi năm 1796. Trận Austerlitz và các chiến dịch trước đó đã thay đổi rõ rệt tình hình chính trị của châu Âu. Trong vòng ba tháng, quân Pháp đã đánh chiếm kinh kỳ Viên, đánh bại hai đạo quân Nga-Áo, đuổi quân Nga khỏi vùng Trung Âu, hạ thấp uy thế đế quốc Áo, thay đổi cấu trúc cân bằng quyền lực cứng nhắc ở châu Âu vào thế kỷ 18. Trận Austerlitz mở đầu cho gần một thập kỷ thống trị của nước Pháp trên châu Âu lục địa, nhưng một trong những hiệu ứng tức khắc của nó là việc Vương quốc Phổ tham chiến chống Pháp vào năm 1806.

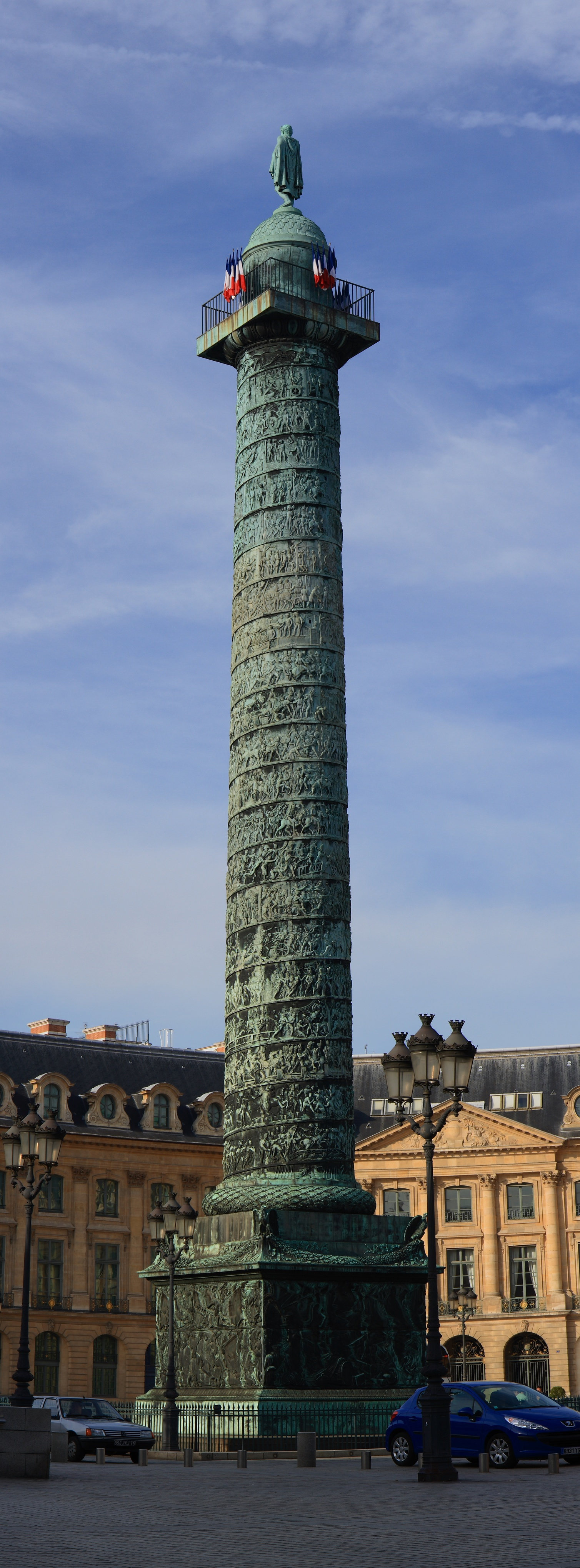
Chiếc cột của Quảng trường Vendôme tại thủ đô Paris được đúc bằng pháo chiến lợi phẩm của quân Pháp trong trận Austerlitz.

Với ý nghĩa chiến lược to lớn, trận thắng tạo điều kiện cho Napoléon I hoàn tất mộng ước vẽ lại bản đồ châu Âu của ông. Nước Anh đang mừng rỡ với toàn thắng ở Trafalgar đã trở nên âu sầu trước thất bại của Liên minh. Còn nước Áo, bị Napoléon I đánh bại, phải im hơi lặng tiếng trong suốt ba năm sau đó. Tuy trận đánh được người Đức gọi là Trận Tam Hoàng nhưng thực chất chỉ có hai Hoàng đế là Napoléon I và Aleksandr I thân chinh lâm trận. Trong suốt trận chiến, Hoàng đế Franz I ngự ở Hungary - cách xa cả bãi chiến trường lẫn nước Áo.
Chiến thắng ở Austerlitz trở thành một chiến dịch "ra tay trước" kinh điển, với thắng lợi vang dội của Napoléon I trong việc đánh quị hai nước mạnh trong khối Liên minh thứ ba, cho dầu hãy còn có một điểm hạn chế là không thể diệt được nước Anh.

### Những kết quả quân sự và chính trị
Sau 5 giờ chiều, hai bên bắt đầu tính toán tổn thất của mình. Thương vong của liên quân là khoảng 27 nghìn binh sĩ, chiếm 37% trong lực lượng của họ. Cụ thể, có đến 11 nghìn chiến binh Nga và 4 nghìn chiến binh Áo chết, và thêm 12 nghìn người bị bắt làm tù binh. Tác giả Richard P. Dunn-Partison trong cuốn sách Napoleon's Marshals, riêng tả quân Nga thôi đã mất đến 7500 tù binh, 2 lá hiệu kỳ cùng với 27 cỗ pháo. Sách khác chép quân Liên minh bị mất đến 37 nghìn binh sĩ. Tuy nhiên, Đội hình số 1 do Trung tướng Dokhturov chỉ huy với 1 vạn người (theo Frederick Kagan) hoặc là 13650 người (theo Christopher Duffy) không những đã rút quân an toàn mà chỉ có 1985 tử sĩ. Về phía Pháp con số này là 9 nghìn trên tổng số 67 nghìn quân, tức khoảng 13% - một tổn thất nhẹ nếu tính tới tương quan lực lượng. Cụ thể, 1305 quân Pháp bị tử trận, 6940 người khác bị thương và liên quân bắt sống được 573 quân Pháp. Tuy nhiên, trong tổn hại của quân Pháp có một vị tướng hy sinh và 13 sĩ quan cấp cao bị thương.
Theo tác giả Michael S. Neiberg của cuốn Warfare in World History thì trong trận này Napoléon I mất dưới 9 nghìn quân trong khi tiêu diệt đến 26 nghìn binh sĩ liên quân. Theo nhà sử học David Chandler trong cuốn Austerlitz 1805, có đến 9 nghìn tử sĩ cùng với những binh sĩ Pháp đang hấp hối, trên bãi chiến trường, do đó tuy thắng lợi rực rỡ nhưng không phải là người Pháp không trả giá đắt. Liên quân còn mất 180 súng đại bác và 50 cờ hiệu. Nhưng chưa kể là một số Trung đoàn Pháp còn mất đến khoảng 80% chiến binh thiện chiến nhất của họ. Theo nhà sử học Adolphe Thiers (người Pháp), quân Pháp chịu tổn thất bao gồm 7 nghìn quân trong khi tổn thất của liên quân là rất nặng nề. Liên quân bị bắt làm tù binh 2 vạn người, trong đó có 10 đại tá và 8 tướng.
Chiến thắng này được tiếp nhận với sự kinh ngạc và cuồng nhiệt ở đế đô Paris, nơi mà chỉ vài ngày trước quốc gia còn đang đứng trước nguy cơ của một cuộc khủng hoảng tài chính. Thực chất, chiến thắng của Napoléon I vẫn không thể khiến cho nền tài chính nước Pháp trở nên vững tin sẽ thoát khỏi khủng hoảng. Vị Hoàng đế chiến thắng chớp lấy thời cơ và xóa bỏ ngay những tàn tích của chính quyền Cách mạng Pháp. Trong khi ấy, toàn cõi châu Âu đều bị sốc trước tin tức về chiến thắng của Napoléon I. Bản thân Hoàng đế Napoléon I cũng đã viết thư cho Hoàng hậu Josephine để bày tỏ sự hoan hỉ về trận đánh:
Với chiến bại này, lực lượng Quân đội Nga bị suy sụp. Có lẽ lời tóm tắt hay nhất về thời điểm khó khăn này của quân Liên minh là từ Nga hoàng Aleksandr I của Nga: "Chúng ta là những em bé trong bàn tay của một gã khổng lồ." Tin Napoléon thắng trận Austerlitz đến Anh Quốc khiến giới chức Anh bất ngờ tột độ đến nỗi họ không thể tin được. Thủ tướng William Pitt Trẻ đổ bệnh và ông qua đời vào ngày 16 tháng 1 năm 1806. Nhiều người cho rằng chính tin dữ về chiến bại của liên quân Áo - Nga tại Austerlitz đã dẫn đến cái chết của ông.

### Khen thưởng
Hỡi các binh sĩ, Ta hài lòng với các Người. Trong ngày đánh trận Austerlitz, các Người đã hoàn thành mọi thứ đúng như tiên liệu của Ta về lòng dũng cảm của các Người; các Người đã trang hoàng những huy hiệu của các Người bằng tiếng thơm bất hủ. Một đội quân gồm thâu 10 vạn tên, do các Hoàng đế nước Áo và Nga chỉ huy, đã bị đại bại hoặc là tan rã chỉ dưới bốn tiếng đồng hồ. Những kẻ trốn được lưỡi gươm của các Người đã bị chìm dưới các hồ nước... Do đó, chỉ trong vòng hai tháng, cái Liên minh thứ ba ấy đã bị chinh phạt và tan rã. Hòa bình sẽ không còn quá xa... Thần dân của Ta sẽ chào đón của Người trong niềm vui sướng, và các Người sẽ có thể nói: "Tôi đã đánh trận Austerlitz !" để họ trả lời: "Thật là một anh hùng!"
—Napoléon Bonaparte, trích từ Tuyên cáo sau trận Austerlitz

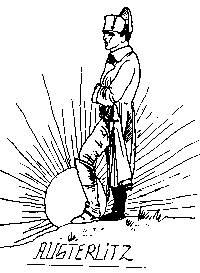
Hình vẽ Hoàng đế Napoléon I ở Austerlitz.

Napoleon thưởng hai triệu quan vàng cho các sĩ quan cao cấp, 200 quan cho mỗi binh sĩ, và tiền trợ cấp cho vợ của các binh sĩ tử trận. Con cái mồ côi của những người này được Napoléon nhận nuôi trên danh nghĩa và thêm chữ "Napoléon" vào tên thánh và họ. Do lòng chiến đấu quả cảm trong cuộc tiến công thắng lợi của quân Pháp nhằm vào đội Kỵ binh Cận vệ Nga, các chiến binh Mamluk đã được ông ban thưởng cho bản sao của một lá quân kỳ mang hình ảnh đại bàng của Đế chế. Đáng chú ý là Hoàng đế Napoléon I không trao danh hiệu quý tộc nào cho các tướng lĩnh của mình, trái với thông lệ sau các chiến thắng lớn. Có thể là vì ông xem đây là một vinh quang cá nhân nhiều hơn, Chẳng hạn như Thống chế Jean-de-Dieu Soult - người đã lập công lớn trong trận Austerlitz, thỉnh cầu Napoléon I phong cho ông là "Quận công vùng Austerlitz". Tuy nhiên, vị Hoàng đế đã khước từ.

## Những quan điểm về trận chiến
Napoléon không đánh bại triệt để liên quân như mong đợi, một phần là do tướng P. I. Bagration - vị tướng đã chiến đấu ngoan cường trong suốt trận đánh - đã rút quân Nga an toàn. Thế nhưng, trận Austerlitz vẫn được xem là một chiến thắng quyết định. Các sử gia đều nhận xét rằng kế hoạch tác chiến của ông đã đưa đến một chiến thắng quan trọng. Trận thắng này trở thành biểu tượng cho tài năng của Hoàng đế Napoléon I. Trong bối cảnh Napoléon I rất cần có một chiến thắng thì ông đã hoàn tất mục tiêu của mình. Chỉ một chiến thắng lừng vang này thôi đã đủ thể hiện thiên tài quân sự của vị Hoàng đế nước Pháp, có nhận xét cho rằng không trận đánh nào phác họa chi tiết thiên tài quân sự của ông bằng.
Đây là thắng lợi chiến thuật lớn, nối tiếp thắng lợi chiến lược của ông tại Ulm, đưa Napoléon I trở thành một trong những bậc thầy về nghệ thuật chỉ huy quân sự mọi thời đại. Trận đánh Austerlitz này đã trở thành trận chiến chuẩn mực nhất theo kiểu Napoléon I.
Cũng như những trận thắng quân Áo trước kia của ông, trận thắng này thể hiện sự phát huy các chiến thuật của bắt nguồn từ cuộc Cách mạng Pháp. Trận Austerlitz đôi khi được so sánh với những trận chiến vĩ đại về mặt chiến thuật như chiến thắng Cannae, Breitenfeld, Höchstädt và Leuthen. Thắng lợi lớn này đã bẽ gãy kế hoạch cắt đường tiến của Napoléon I từ thành Viên do các kẻ thù của ông lập nên, và thậm chí còn được xem là một thắng lợi lớn và quyết định cho chiến tranh - bẻ gãy sức kháng cự của kẻ thù. Không giống như các trận thắng ở Wagram (1809) và Borodino sau này, ông giành thắng lợi bằng cách sử dụng vận động chiến chứ không tấn công trực diện. Có những sử gia cho rằng vì chiến thắng quá vang dội ở trận này mà Napoléon bắt đầu thiếu thực tế và bẻ cong chính sách đối ngoại của Pháp theo "chủ nghĩa Napoléon" của riêng ông. Sau trận này, quan Thượng thư Bộ Ngoại giao Pháp là Maurice de Talleyrand-Périgord khuyên ông nên ký Hòa ước rộng lượng với nước Áo, và lập liên minh với Áo, bởi một nền thái bình lâu dài sẽ khiến cho nước Pháp yên vị bá chủ châu Âu - ngôi vị đã được trận Austerlitz củng cố, thay vì phải chinh phạt mọi nước châu Âu khác: Tuy nhiên, Napoléon I thẳng thừng từ chối.
Các quân đoàn của Đế chế Pháp đã chiến đấu dũng cảm để giành chiến thắng. Trong trận Austerlitz, 23% Đại quân Pháp là kỵ binh, họ đã lên đến cực điểm vinh quang phần lớn là nhờ chiến thắng lịch sử này, và được châu Âu nhìn nhận là vượt trội hơn cả. Cuộc truy kích quân Liên minh diễn ra sau chiến thắng cũng được tiến hành hoàn hảo. Trận chiến này cũng thể hiện các đội hình tuyến thứ hai của Đội quân vĩ đại vẫn còn được trang bị kém, khác với các đơn vị ở tuyến thứ nhất. Họ mất 12 nghìn khẩu súng hỏa mai trong cuộc giao tranh. Các nhà sử học viết về trận chiến lừng danh này thường có quan điểm rằng sự bất lực của quân Liên minh - biểu hiện sự thối rữa của chế độ phong kiến cũ, khiến cho họ đại bại trước nhà quân sự bậc thầy Napoléon và đoàn quân tinh nhuệ của ông - thực chất là không đúng đắn. Rõ ràng, nhiều Trung đoàn, Sư đoàn và thậm chí cả Đội hình quân Liên Minh đã chiến đấu dũng mãnh và quyết liệt, chưa kể lực lượng của Bagration, Konstantin và Dokhturov còn rút quân có trật tự (mặc dù chiến bại của Konstantin ảnh hưởng lớn đến thất bại hoàn toàn của quân Liên minh - ông đã tùy tiện tấn công chứ không phải là do nghe theo mệnh lệnh của Tư lệnh Kutuzov). Quân của Soult đã chiếm lĩnh được cao điểm Pratzen từ một lực lượng rời rã, nhưng họ cũng tự hiểu rằng họ đã phải chiến đấu rất cam go. St. Hilaire thậm chí đã yêu cầu triệt binh khỏi cao điểm Pratzen.
Ngoài ra, trong cuộc tấn công của đội Cận vệ Hoàng gia Nga thì vài đơn vị anh dũng nhất của Pháp cũng đã bị đánh thiệt hại nặng. Cho dù có tài liệu viết rằng quân Pháp chỉ mất có 900 binh sĩ trong khi số thây tử sĩ Nga trên bãi chiến địa là 18.600 binh sĩ, các tài liệu khác cho rằng điểm hạn chế của chiến thắng này cũng thể hiện rõ qua việc tỷ lệ tổn thất của liên quân Nga - Áo hãy còn thấp hơn tổn thất trong những trận chiến của các cuộc chiến tranh lớn trong thế kỷ thứ XVIII (1702 - 1763): điển hình như liên quân Pháp - Bayern đại bại trong trận Höchstädt đã mất mát đến 60% quân đội của mình. Tinh thần kỷ cương, sự huấn luyện tốt và chặt chẽ của các quân đội phong kiến Áo và Nga đã khiến họ còn dễ hồi phục sau thất bại hơn các đội pháo thủ cầm súng lưỡi lê thế kỷ trước. Do đó, khác với những cuốn sử thường ghi nhận, đọc kỹ sẽ thấy Hoàng đế Pháp đã phải chiến đấu rất gian khổ để giành thắng lợi lớn tại Austerlitz. Ngoài quân Nga, binh lính Áo cũng can trường quyết chiến quyết đấu trong trận đánh.
Với quyết tâm đánh trận này thì không phải là Napoléon I không có mạo hiểm. Ông đang phải chiến đấu trên đất địch. Giả thử như trận chiến đã diễn ra vào một ngày trước đó, lúc Bernadotte và Davout chưa đem quân tới, thì Đội quân vĩ đại sẽ bị áp đảo quân số nhiều hơn nữa, và do đó khó thể giành chiến thắng. Cũng có thể cho rằng một nguyên nhân dẫn đến chiến thắng to lớn của ông là do kế hoạch tấn công của quân Liên minh, nếu Nga hoàng Aleksandr I không thân chinh ra đánh thì sẽ không có một trận chiến Austerlitz, vì tướng Kutuzov có kế hoạch rút lui xa thêm nữa. Nếu như ông được quân đội của Đại Công tước Karl ở Ý tiếp viện, cùng với sự tham chiến dễ dàng xảy ra của nước Phổ, có lẽ ông sẽ quay về mà tổ chức tấn công vào đội quân Pháp đang đóng ở cuối tuyến tiếp tế trong một ngôi làng đã bị liên quân Nga - Áo di dời hết lương thực và đồ ăn động vật. Kết cục rất có thể là sẽ khác với trận Austerlitz đã diễn ra trong lịch sử. Sách khác cũng cho rằng sai lầm lớn của Bộ Tư lệnh quân Liên minh là một nguyên nhân dẫn đến thắng lợi quyết định của Napoléon I, chứ nếu như Quận công thứ nhất của Wellington (Arthur Wellesley) - một danh tướng ngoan cường chỉ huy liên quân Nga - Áo, thì hẳn là vị Hoàng đế Pháp sẽ chẳng thể nào thắng lớn như vậy.
Sau các thảm họa tại Austerlitz và Friedland (1807), Bộ Tư lệnh quân Nga cũng dốc sức canh tân quân đội, và đây là một nguyên nhẫn dẫn đến thắng lợi lớn của người Nga trong Chiến tranh Pháp-Nga năm 1812. Ngoài ra, có một thực tế khá thú vị về chiến thắng vĩ đại này, mà thường ít được chú ý tới. Đó là Hoàng đế Napoléon đã không tung tất cả những lực lượng có sẵn của ông vào chống nhau với Nga hoàng. Hơn nửa Binh đoàn của Davout hãy còn ở Viên. Hoàng đế cũng không truyền lệnh cho Marmont từ phía Nam Viên, hoặc là Thống chế Michel Ney từ vùng Tyrol về đánh liên quân Nga - Áo. Vốn từ ban đầu Napoléon giao cho Ney và Marmont ngăn ngừa đại quân Áo của Đại Quận công Karl tập kết với quân đội của Aleksandr I, nhưng ngay từ ngày 27 tháng 11 năm 1805 thì mọi sự đã rõ là Karl không thể liên kết với Aleksandr I được. Câu trả lời là hoặc là do Napoléon I coi thường quân Nga, hoặc là do ông không quen với quân số đông đảo, và ông không biết thế nào để sử dụng một đội quân như thế. Câu trả lời thứ hai được coi là thỏa đáng hơn; và, lực lượng của Napoléon I trong trận chiến này là đội quân hùng vĩ nhất mà ông đã từng triển khai trên chiến trận. Sang cuộc chiến tranh chống Phổ (1806 - 1807), ông sẽ còn biết cách tận dụng quân số đông đảo hơn.
Lúc thắng trận này Napoléon chỉ mới có 35 tuổi và đã trải qua 10 năm trên con đường thăng tiến từ một vị tướng lên ngôi Hoàng đế. Thực chất, cũng từ sau chiến thắng huy hoàng tại Austerlitz này, ông trở nên xem nhẹ nền quân sự của Nhà nước phong kiến Nga hoàng. Lợi dụng sự thất bại đau đớn của nước Nga đồng thời được Napoléon I kích động, Đế quốc Ottoman một lần nữa tuyên chiến với Nga vào năm 1806, mở ra cuộc Chiến tranh Nga-Thổ Nhĩ Kỳ (1806–1812). Để đánh bại được người Thổ Ottoman, người Nga đã phải chiến đấu vô cùng gian nan. Như nhà binh pháp Phổ lừng danh là Karl von Clausewitz có lời bình: "ngay cả nếu một quyết định ban đầu được những người sau noi theo, nó vẫn mang tính quyết định hơn cả, vĩ đại hơn cả là sự ảnh hưởng của nó đến những người sau" - nói vậy thì trận đánh ở Austerlitz rõ là vĩ đại hơn hai trận đại chiến tại Leipzig (1813) và Waterloo (1815) - các trận mà Napoléon I bị Liên minh thứ sáu và Liên minh thứ bảy đánh cho bại.
Trận Austerlitz cho thấy sự gia tăng quân số trên chiến địa trong các trận đánh thời Napoléon I. Nếu trước đó, trong trận Marengo (1800) khi Napoléon I đại thắng Quân đội Áo, khoảng 6 vạn quân tham chiến, thì trận Austerlitz có tới 165 nghìn binh sĩ tham chiến.

## Trận chiến trong văn hóa đại chúng
Trong suốt lịch sử tồn tại của Đế chế thứ nhất, lễ kỷ niệm chiến thắng vinh quang ở Austerlitz trở thành một trong những dịp lễ quan trọng hơn cả của nước Pháp. Thanh gươm Austerlitz của Napoléon I qua chiến thắng này đã trở nên gắn bó với sự huy hoàng vị Hoàng đế - chiến binh, và sau này ông đã để lại thanh bảo kiếm ấy cho con ông là Napoléon II. Chiếc cầu Austerlitz tại thủ đô Paris được đặt theo tên của đại thắng lừng lẫy này. Trong cuộc Chiến tranh Liên minh thứ sáu chống Napoléon I, khi quân Liên minh chiến thắng và tiến vào Paris vào năm 1814 thì có người khuyên Nga hoàng Aleksandr I hãy đổi tên chiếc cầu này. (lúc bấy giờ, Aleksandr I được cả châu Âu xem là người hùng cứu tinh và rửa hận cho các chiến bại như trận Austerlitz,) tuy nhiên, ông từ chối. Cây cầu Austerlitz ngày nay đã trở thành một phần của di sản đồ sộ của Hoàng đế Napoléon I.

### Các truyền thuyết và chuyện kể
Có nhiều truyền thuyết về truyện kể xoay quay những sự kiện diễn ra trước hoặc là sau đại thắng hiển hách của Napoléon Bonaparte. Trong đêm trước trận chiến, Napoléon cùng với các cận thần ra quan sát các vị trí về phía trước. Trong lần ấy, các chiến binh của Sư đoàn Vandamme nhận ra ông, thế rồi toàn thể ba quân nhanh chóng thắp đèn cầy để mừng lễ gia miện của ông. Các tướng lĩnh và binh sĩ liên quân nhìn thấy, tin chắc rằng quân Pháp đang chuẩn bị triệt binh. Một câu chuyện khác liên quan đến một người lính Pháp xấu số bị quân Cossack Nga truy đuổi; binh sĩ này phải chui vào ống khói để trốn tránh, nhưng bị quân Cossack phát hiện và tiêu diệt. Một chuyện kể khôi hài hơn nói về những người lính Nga xin một bà lão nông dân địa phương cung cấp thức ăn cho ngựa. Các binh sĩ la lên, Babo, ovsa ("Bà ơi, cho chúng con cỏ") nhưng bà lão ấy, đã cao tuổi và có lẽ khó nghe được, đã nghĩ rằng họ bảo Hopsa ("Nhảy"), nên bà nhảy liên tục làm những người lính Nga thất vọng. Cuối cùng, binh lính hiểu rằng bà cụ không thể hiểu ý họ, họ bèn chỉ vào những con ngựa ở ngoài, và còn bắt đầu nhai nhai để gợi ý bà cụ, và cuối cùng bà đã hiểu ra, và gửi cho các binh sĩ Nga những ngọn cỏ mà họ cần thiết. Chưa kể, theo một câu chuyện khác thì kể lính Pháo binh Pháp ném một bức tượng Đức Mẹ Maria bằng gỗ vào lửa để sưởi ấm và phát hiện ra rằng bức tượng không thể cháy.

### Tiểu thuyếtChiến tranh và Hòa bình
Trận Austerlitz là một sự kiện quan trọng trong tiểu thuyết Chiến tranh và Hòa bình của đại văn hào nước Nga Lev Nikolayevich Tolstoy. Trận chiến được dùng như một tình tiết để ca ngợi phẩm giá của con người Nga trước sự ngạo mạn và duy lý đến mức tàn nhẫn của người Pháp. Nhà sử học quân sự người Anh là Alistair Horne có đánh giá cao đối với miêu tả của Tolstoy về trận Austerlitz này. Một trong các nhân vật chính của tiểu thuyết là Công tước Andrei trước khi bước vào trận đánh rất ngưỡng mộ Napoléon và muốn lao vào chiến đấu để tìm kiếm vinh quang cho mình. Điều này gợi nhớ đến những chiến thắng ban đầu của Napoléon Bonaparte. Andrei thậm chí còn suy nghĩ: "mình giương cao lá cờ lao vào trận địa địch, đi đến đâu quét sạch đến đấy". Thế nhưng, anh bị thương nặng và lòng nhiệt huyết này đã tan biến sau khi anh tận mắt gặp vị anh hùng của mình bên kia chiến tuyến. Tolstoy xem thất bại của quân Nga tại trận Austerlitz là vì họ đã chiến đấu vì những mục tiêu không thích đáng, như vinh quang cá nhân và tiếng tăm, thay vì những phẩm giá cao đẹp đã mang lại cho họ chiến thắng về mặt tinh thần trong trận Borodino khi Napoléon xâm lược nước Nga vào năm 1812.

### Trích dẫn
1. 1 2 3 4 5  David G. Chandler, The Campaigns of Napoleon, trang 432
2. ↑  Farwell p. 64. "Austerlitz is generally regarded as one of Napoleon's tactical masterpieces and has been ranked as the equal of Arbela, Cannae, and Leuthen."
3. ↑  Dupuy p. 102
4. 1 2 3  Michael S. Neiberg, Warfare in World History, trang 49
5. 1 2 3  Ian Castle, Christa Hook, Austerlitz 1805: the fate of empires, các trang 6-7.
6. ↑  David G. Chandler, The Campaigns of Napoleon, trang 304
7. ↑  David G. Chandler, The Campaigns of Napoleon, trang 320
8. ↑  Chandler p. 328
9. 1 2 3 4  David Chandler, The Campaigns of Napoleon, các trang 331-333.
10. 1 2  Alexander I. Grab, Napoleon and the transformation of Europe, các trang 11-12.
11. 1 2 3  David Chandler, Bryan Fosten, Austerlitz 1805, trang 6
12. ↑  "Time traveller's guide to Napoleon's Empire". Lưu trữ bản gốc ngày 10 tháng 3 năm 2002. Truy cập ngày 10 tháng 3 năm 2002.
13. ↑  Chandler, Austerlitz 1805, tr. 323
14. ↑  Robert Goetz, 1805, Austerlitz: Napoleon and the destruction of the Third Coalition, trang 47
15. 1 2  David Chandler, Bryan Fosten, Austerlitz 1805, trang 7
16. ↑  David Chandler, Bryan Fosten, Austerlitz 1805, trang 23
17. ↑  Todd Fisher & Gregory Fremont-Barnes, The Napoleonic Wars: The Rise and Fall of an Empire. p. 33
18. ↑  Gunther Erich Rothenberg, The art of warfare in the age of Napoleon, trang 201
19. ↑  Fisher & Fremont-Barnes p. 31
20. ↑  Andrew Uffindell, Great Generals of the Napoleonic Wars. p. 155
21. 1 2  Todd Fisher & Gregory Fremont-Barnes, The Napoleonic Wars: The Rise and Fall of an Empire. p. 32
22. ↑  Stutterheim, Karl; Pine-Coffin, John (trans.) (1807). A Detailed Account of The Battle of Austerlitz. London: Thomas Goddard. pp. 46. http://books.google.com/books?id=KlNEAAAAIAAJ&printsec=frontcover&dq=battle+of+austerlitz&ei=-oyTSK3SLYj2jgHy4OTHBA&client=firefox-a#PRA1-PA46,M1.
23. ↑  Richard Brooks (editor), Atlas of World Military History. p. 108
24. 1 2 3  Andrew Uffindell, Great Generals of the Napoleonic Wars. p. 15
25. 1 2  David Chandler, Bryan Fosten, Austerlitz 1805, các trang 16-24.
26. 1 2 3 4 5 6 7  Eric Dorn Brose, German history, 1789-1871: from the Holy Roman Empire to the Bismarckian Reich, p.46
27. ↑  David Chandler, Bryan Fosten, Austerlitz 1805, trang 16
28. ↑  David G. Chandler, The Campaigns of Napoleon. p. 407
29. 1 2 3 4  Spencer Tucker, Battles That Changed History: An Encyclopedia of World Conflict, các trang 285-286.
30. 1 2 3 4  J. Christopher Herold, The Age of Napoleon, các trang 172-174.
31. ↑  Chandler, Austerlitz 1805, tr. 409
32. 1 2 3  Matthew J. Flynn, First strike: preemptive war in modern history, các trang 22-23. Jules Maurel, The duke of Wellington, trang 33.
33. 1 2 3 4 5 6 7 8 9  Lê Vinh Quốc, Nguyễn Thị Thư, Lê Phụng Hoàng, trang 154-160
34. ↑  Gregory Fremont-Barnes, The encyclopedia of the French revolutionary and Napoleonic Wars: a political, social, and military history, Tập 1, trang 460
35. ↑  Frank McLynn, Napoleon: A Biography. p. 342
36. 1 2 3  David Chandler, Austerlitz 1805, tr.410
37. 1 2 3  "A Life of Napoleon Bonaparte: With a Sketch of Josephine, Empress of the French". R.W. Seton-Watson, Britain in Europe 1789 to 1914, trang 22.
38. 1 2 3 4 5 6 7 8  Louis Antoine Fauvelet de Bourrienne,Ramsay Weston Phipps, Memoirs of Napoleon Bonaparte, Tập 3, các trang 39-41. Hans Joachim Hillerbrand, The division of Christendom: Christianity in the sixteenth century, trang 127.
39. 1 2  David Chandler, Austerlitz 1805, tr.411
40. 1 2  Andrew Uffindell, Great Generals of the Napoleonic Wars. p. 19
41. ↑  Charles Townshend, The Oxford illustrated history of modern war, trang 193
42. 1 2 3 4 5  David Nicholls, Napoleon: a biographical companion pp. 9-10.
43. 1 2 3 4 5 6 7  The life of Napoleon Bonaparte, Volume 2
44. 1 2 3  Simon M. Dixon, The modernisation of Russia, 1676-1825, các trang 35, 41.
45. ↑  David G. Chandler, The Campaigns of Napoleon. p. 412–413
46. 1 2 3 4 5  Chandler, Austerlitz 1805, tr. 416
47. 1 2 3 4  Parkinson, Roger. The Fox of the North: The Life of Kutuzov, General of War and Peace. (London: Peter Davies, 1976), 76-91
48. 1 2 3 4 5 6  Frederick C. Schneid, Napoleon's conquest of Europe: the War of the Third Coalition, trang 143
49. 1 2 3  Christopher Duffy, Austerlitz 1805, trang 96
50. 1 2  David G. Chandler, The campaigns of Napoleon, Tập 1, các trang 416-420.
51. ↑  Richard Brooks (editor), Atlas of World Military History. p. 109
52. 1 2 3 4  Todd Fisher & Gregory Fremont-Barnes, The Napoleonic Wars: The Rise and Fall of an Empire. p. 48
53. 1 2 3  Gregory Fremont-Barnes, Napoleon Bonaparte: leadership, strategy, conflict, p. 19
54. ↑  David G. Chandler, The Campaigns of Napoleon, tr. 413
55. ↑  Christopher Duffy, Austerlitz 1805, trang 88
56. ↑  Gregory Fremont-Barnes, Napoleon Bonaparte: leadership, strategy, conflict, trang 21
57. ↑  Christopher Duffy, Austerlitz 1805, trang 109
58. ↑  Trevor Nevitt Dupuy, The Battle of Austerlitz; Napoleon's greatest victory, trang 59
59. ↑  Fisher & Fremont-Barnes p. 48–49
60. 1 2 3 4  Albert Sidney Britt, Thomas E. Griess, The wars of Napoleon, trang 108
61. ↑  Todd Fisher & Gregory Fremont-Barnes, The Napoleonic Wars: The Rise and Fall of an Empire. p. 49
62. ↑  Frederick Kagan, The End of the Old Order: Napoleon and Europe, 1801-1805, trang 577
63. 1 2 3  Albert Sidney Britt, Thomas E. Griess, The wars of Napoleon, trang 55
64. 1 2  David G. Chandler, The Campaigns of Napoleon. p. 425
65. ↑  Andrew Uffindell, Great Generals of the Napoleonic Wars. p. 21
66. 1 2 3 4 5  Frederick Kagan, The End of the Old Order: Napoleon and Europe, 1801-1805, các trang 614-622.
67. 1 2  Frederick Kagan, The End of the Old Order: Napoleon and Europe, 1801-1805, trang 599
68. ↑  Todd Fisher & Gregory Fremont-Barnes, The Napoleonic Wars: The Rise and Fall of an Empire. p. 49–50
69. 1 2  Christopher Duffy, Austerlitz 1805, trang 132
70. ↑  Fisher & Fremont-Barnes p. 51
71. ↑  James Waterson, John Man, 	The knights of Islam: the wars of the Mamluks, trang 287
72. ↑  Grant, p. 203
73. ↑  Sir Archibald Alison, History of Europe from the commencement of the French revolution in M.DCC.LXXXIX to the restoration of the Bourbons in M.DCCC.XV., các trang 504-505.
74. 1 2  Fisher & Fremont-Barnes p. 52
75. 1 2 3 4  Owen, trang 89
76. ↑  George Bradshaw, Bradshaw's illustrated hand-book to Germany, trang 221
77. 1 2 3 4  Ian Castle, Christa Hook, Austerlitz 1805: the fate of empires, các trang 86-90.
78. ↑  Rose, John Holland (1910). "XXIII. Austerlitz". The Life of Napoleon I. 2 (third ed.) trang 38
79. ↑  Rose, John Holland (1910). "XXIII. Austerlitz". The Life of Napoleon I. 2 (third ed.) trang 46)
80. 1 2 3  Christopher Duffy, Austerlitz 1805, trang 149
81. 1 2  Alistair Horne, How Far from Austerlitz?: Napoleon 1805-1815, các trang XXI-XXII.
82. ↑  Richard P. Dunn-Pattinson, Napoleon's Marshals, trang XVI
83. 1 2  Archer Jones, The art of war in the Western world, các trang 345-350.
84. 1 2  Geoffrey Parker, The Cambridge illustrated history of warfare: the triumph of the West, trang 203
85. 1 2  Charles Cogan, French negotiating behavior: dealing with La grande nation, các trang 67-68. David Hackett Fischer, The great wave: price revolutions and the rhythm of history, trang 153.
86. ↑  Matthew J. Flynn, First strike: preemptive war in modern history, các trang 11-12.
87. 1 2  Martin, trang 150
88. ↑  Gunther Erich Rothenberg, The art of warfare in the age of Napoleon, trang 13
89. ↑  Gunther Erich Rothenberg, The art of warfare in the age of Napoleon, trang 80
90. ↑  Adolphe Thiers, trang 174
91. ↑  Emile de Bonnechose, François Paul Émile Boisnormand de Bonnechose, The history of France, from the invasion of the Franks under Clovis, to the accession of Louis-Philippe, trang 495
92. ↑  Todd Fisher & Gregory Fremont-Barnes, The Napoleonic Wars: The Rise and Fall of an Empire. trang 54
93. ↑  David G. Chandler, The Campaigns of Napoleon. p. 439
94. ↑  McGregor, trang 50
95. ↑  Andrew Uffindell, Great Generals of the Napoleonic Wars. p. 25
96. ↑  David Chandler, Bryan Fosten, Austerlitz 1805, trang 86
97. 1 2  André Corvisier, John Childs, A dictionary of military history and the art of war, trang 53
98. ↑  Gregory Fremont-Barnes, Napoleon Bonaparte: leadership, strategy, conflict, trang 26
99. 1 2 3 4 5  greatcimmanders1583'
100. ↑  Andrew Uffindell, Andrew Roberts, The Eagle's Last Triumph: Napoleon's Victory at Ligny, June 1815, các trang 19, 25.
101. ↑  Frank McLynn, Napoleon: A Biography. p. 350
102. ↑  Alistair Horne, Napoleon, Master of Europe, 1805-1807, trang 10
103. ↑  Gunther Erich Rothenberg, The art of warfare in the age of Napoleon, trang 141
104. ↑  Charles Townshend, The Oxford illustrated history of modern war, trang 62
105. ↑  Owen Connelly, Blundering to glory: Napoleon's military campaigns, trang 45
106. ↑  Hew Strachan, Clausewitz's On War: A Biography, trang 140
107. ↑  David Avrom Bell, The first total war: Napoleon's Europe and the birth of warfare as we know it, trang 251
108. ↑  Open University Course Team, A. Lentin, The Napoleonic Phenomenon, trang 64
109. ↑  William H. C. Smith, The Bonapartes: the history of a dynasty, trang 95
110. ↑  Steven Englund, Napoleon: A Political Life, trang 304
111. ↑  Gregory Fremont-Barnes, The encyclopedia of the French revolutionary and Napoleonic Wars: a political, social, and military history, Tập 1, trang 57
112. ↑  Henri Troyat, Alexander of Russia: Napoleon's Conqueror, trang 202
113. ↑  "Battlefield Legends". Project Austerlitz 2005 (Davay Communications). Bản gốc lưu trữ ngày 23 tháng 7 năm 2012. Truy cập ngày 20 tháng 3 năm 2008.
114. 1 2  Leo Tolstoy, trang 317